# Oberhausen
Oberhausen ist eine kreisfreie Großstadt im westlichen Ruhrgebiet und am unteren Niederrhein im Regierungsbezirk Düsseldorf des Landes Nordrhein-Westfalen mit rund 210.000 Einwohnern. Oberhausen gehört zur Metropolregion Rhein-Ruhr. Sie ist Mitglied im Landschaftsverband Rheinland und im Regionalverband Ruhr. Der 1758 auf dem heutigen Stadtgebiet in Betrieb genommenen Eisenhütte St. Antony, der ersten im Ruhrgebiet, verdankt Oberhausen den Beinamen „Wiege der Ruhrindustrie“. Heute bilden Einkaufs- und Freizeiteinrichtungen einen Schwerpunkt der Wirtschaft; Einkaufscenter, Freizeitpark, Museen, Theater und andere Attraktionen verzeichnen jährlich hohe Besucherzahlen.

## Geographie

### Räumliche Lage und landesplanerische Ausweisung
Oberhausen liegt geografisch in der Niederrheinischen Tiefebene an den von orographisch rechts oder Ost in den Rhein mündenden Flüssen Ruhr und Emscher. In der Landesplanung ist Oberhausen als Mittelzentrum und als Teil der europäischen Metropolregion Rhein-Ruhr ausgewiesen. Oberhausen liegt mitten im zentralen Wirtschaftsraum Europas, der mit dem Begriff Blaue Banane umschrieben wird.

### Stadtgebiet

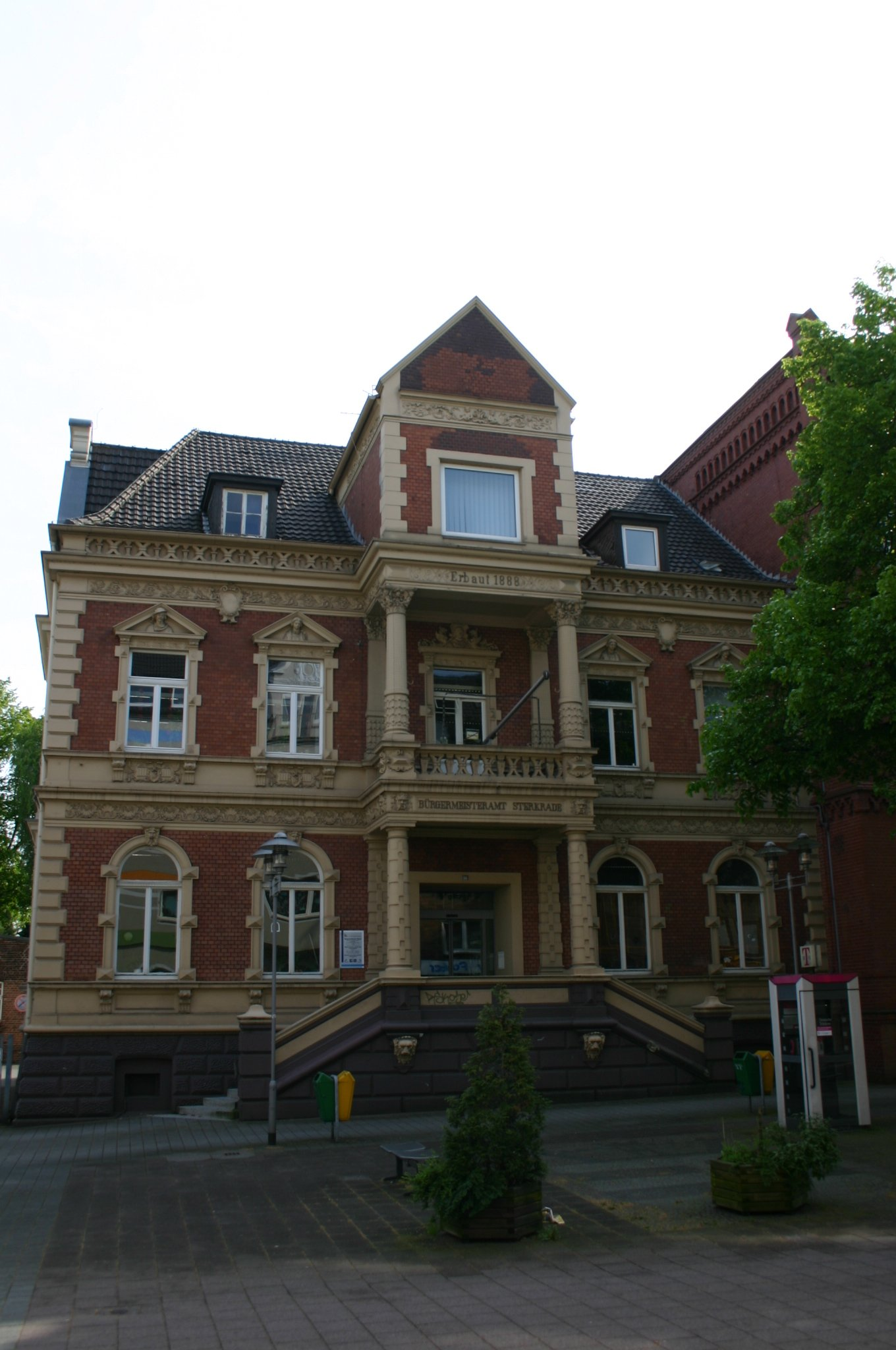
Altes Rathaus im Bezirk Sterkrade

Das Stadtgebiet Oberhausen hat eine Fläche von 77 km² und dehnt sich in Nord-Süd-Richtung 14,6 km und in West-Ost-Richtung 10,7 km aus. Die Länge der Stadtgrenze beträgt 53 km, die mittlere Höhenlage 50 m über NN. Der Ortsmittelpunkt, die geographische Stadtmitte im Stadtteil Sterkrade liegt an der Christinestraße 23 und hat die Koordinaten: 51° 31′ n.B. und 6° 51′ ö.L.
Mit 102 Meter über NN bildet die Knappenhalde (Schlackeberg) den höchsten Punkt im Stadtgebiet.
Seit 1975 ist das Stadtgebiet in die drei Stadtbezirke Alt-Oberhausen, Osterfeld und Sterkrade gegliedert. Sie haben jeweils eine Bezirksvertretung mit einem Bezirksbürgermeister. Die Bezirksvertretung hat je nach Größe des Stadtbezirks zwischen 15 und 19 Mitglieder und wird alle fünf Jahre bei jeder Kommunalwahl von der Bevölkerung des Stadtbezirks gewählt.
Oberhausen hat ca. 210.000 Einwohner. Von allen deutschen Großstädten dieser Einwohnerzahlen weist Oberhausen jedoch mit 77 km² die kleinste Stadtfläche auf, sodass Oberhausen mit 2735 Einwohner/km² sehr dicht besiedelt ist. Oberhausen ist die am zehntdichtesten besiedelte Großstadt Deutschlands.

### Stadtgliederung

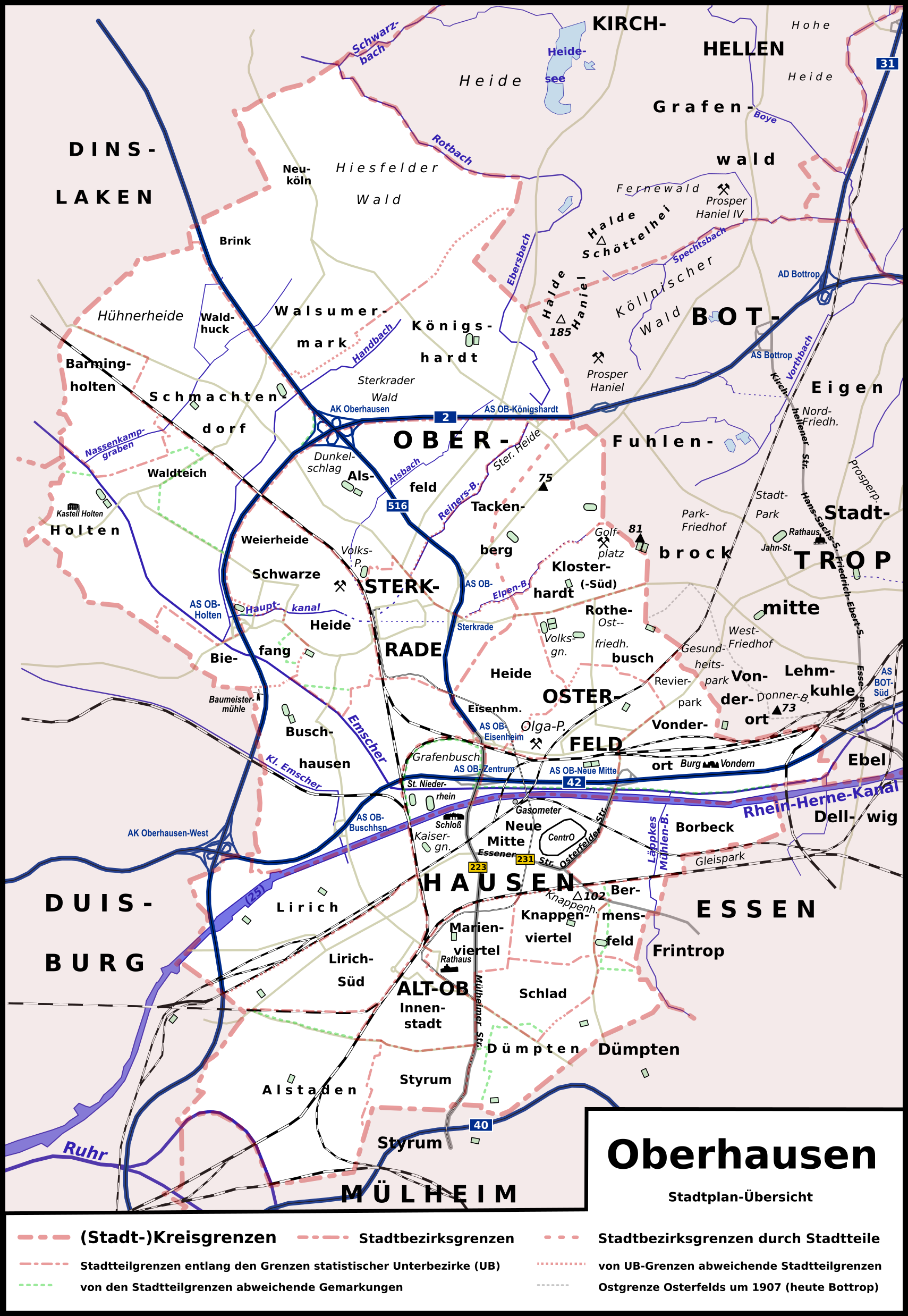

Oberhausen hat mehr als nur die drei bekannten, mit den Stadtbezirken namensgleichen Gemarkungen. Im Bezirk Sterkrade gibt es noch die Gemarkungen Sterkrade-Nord mit Schmachtendorf, bis 1917 Teil von Hiesfeld (daher auch die Benennung Hiesfelder Wald) und Buschhausen. In Alt-OB gibt es neben Oberhausen die Gemarkungen Alstaden, OB-Borbeck, OB-Styrum und OB-Dümpten, wobei die letzten beiden ebenfalls aus einer Aufteilung früherer Gemarkungen auf zwei heutige Städte entsprungen war. Die Gemarkungsgrenzen sind in der heutigen Siedlungsstruktur oftmals nicht mehr erkennbar.
Für statistische Zwecke wurden die Stadtbezirke in mehrere statistische Bezirke unterteilt, die sich wiederum in Unterbezirke gliedern. Diese halten sich indes nicht immer eng an die historischen Zugehörigkeiten und die landläufige Zuordnung. Auf Basis der Unterbezirke wurde allerdings eine Aufteilung der Stadt in sechs Sozialräume, die sich wiederum in sogenannte Quartiere gliedern, vorgenommen, die deutlich mehr den tatsächlichen bzw. landläufigen Stadtteilen entsprechen – wobei sich die Grenzen verständlicherweise gegenüber den historischen Gemarkungen etwas verschoben haben. Dabei gibt es in etwa so viele (Sozial-)Quartiere wie statistische Bezirke und manchmal sind diese auch völlig kongruent – bei im Einzelfall abweichenden Namen.
Folgende „vollwertige“ (entweder der Größe oder der historischen Eigenständigkeit wegen) Stadtteile lassen sich ausmachen – hinter dem Gedankenstrich je die Anzahl Unterbezirke und Einwohnerzahlen:
- Alt-Oberhausen:
  - Alstaden – 13 Unterbezirke; 17.782[5] Einwohner
  - Bermensfeld – 2 UB; ohne Nordteil, aber mit Ostteil des Knappenviertels 4.764 EW
  - Borbeck – 4 UB; zusammen mit der Neuen Mitte und dem Norden des Bermensfelds 3.730 EW
  - Knappenviertel (mit der Knappenhalde und dem Osten des Lipperfelds) – 2 UB; ohne Ostteil 4.605 EW
  - Dümpten – 4 UB; ohne Nordosten 7.796 EW
  - Innenstadt/Altstadt – 3 UB; 13.135 EW
  - Lirich – 13 UB; 15.130 EW
  - Marienviertel (mit dem Kaisergarten nebst Schloss und dem Westen des Lipperfelds) – 6 UB; 6.708 EW
  - Neue Mitte (inklusive der Siedlung Grafenbusch) – 2 UB
  - Schlad – 8,5 UB; zusammen mit dem Nordosten Dümptens 10.157 EW
  - Styrum – 4 UB; 6.800[5] EW
- Sterkrade:
  - Alsfeld (mit dem Westen des Wahlbezirks Sterkrader Heide und der Siedlung Dunkelschlag; inklusive Volkspark Sterkrade) – 9 UB; 10.623 EW
  - Barmingholten – 4 UB
  - Biefang – 2 bzw. 5[9]  UB
  - Buschhausen (mit den zum Stadtbezirk Osterfeld gehörigen, auf Oberhausener Gemarkung liegenden, aber historisch auf Buschhausener Gebiet liegenden Wald Grafenbusch und Stadion Niederrhein) – 14 bzw. 11[10]  UB; zusammen mit Biefang 13.547 EW
  - Holten (mit Waldteich) – 8 UB; zusammen mit Barmingholten 8.764 EW
  - Königshardt – 11 UB; 7.564 EW
  - Schmachtendorf (mit Waldhuck) – 8 UB; 8.290 EW
  - Schwarze Heide (inklusive einer Exklave und mit Weierheide) – 4+1[11]  UB; 5.503 EW
  - Sterkrade-Mitte – 6 UB; 8.271 EW
  - Tackenberg-West (inklusive der verbliebenen Sterkrader Heide) – 9 UB; 10.173 EW
  - Walsumermark (mit Brink und Neuköln) – 11 UB; 9.087 EW
- Osterfeld:
  - Osterfeld-Heide (inklusive Siedlung Eisenheim und Siedlung Stemmersberg) – 5 UB; 7.790 EW
  - Klosterhardt (Südteil der historischen Klosterhardt) – 6 UB; 5.790 EW
  - Osterfeld-Mitte (inklusive Osterfeld-Süd) – 9 UB; zusammen mit Vonderort 13.311 EW
  - Rothebusch (nach Westen bis einschließlich Volksgarten Osterfeld) – 6 UB; 4.985 EW
  - Tackenberg-Ost (Nordteil der historischen Klosterhardt) – 5 UB; 6.049 EW
  - Vonderort (inklusive Revierpark Vonderort, Haus Vondern und Siedlung Vondern) – 3 UB

### Nachbarstädte
| Dinslaken (Kreis Wesel) |                                             | Bottrop |
|                         | Kompassrose, die auf Nachbargemeinden zeigt | Essen   |
| Duisburg                | Mülheim an der Ruhr                         |         |

### Klima
|                        | Jan | Feb | Mär | Apr | Mai | Jun  | Jul | Aug | Sep | Okt  | Nov | Dez |   |     |
| Mittl. Temperatur (°C) | 2   | 2,5 | 6   | 9,5 | 13  | 16,5 | 18  | 18  | 15  | 10,5 | 6   | 3   | ⌀ | 10  |
| Mittl. Tagesmax. (°C)  | 4   | 5   | 8   | 13  | 17  | 20   | 21  | 21  | 19  | 14   | 8   | 5   | ⌀ | 13  |
| Mittl. Tagesmin. (°C)  | −1  | 0   | 2   | 5   | 8   | 11   | 13  | 13  | 11  | 8    | 3   | 1   | ⌀ | 6,2 |
|                        |     |     |     |     |     |      |     |     |     |      |     |     |   |     |
| Niederschlag (mm)      | 83  | 59  | 79  | 64  | 83  | 100  | 92  | 82  | 77  | 78   | 80  | 93  | Σ | 970 |
|                        |     |     |     |     |     |      |     |     |     |      |     |     |   |     |
| Sonnenstunden (h/d)    | 1   | 3   | 3   | 5   | 6   | 6    | 6   | 6   | 5   | 4    | 2   | 1   | ⌀ | 4   |

| −1 |

| 0 |

| 2 |

| 5 |

| 8 |

| 11 |

| 13 |

| 13 |

| 11 |

| 8 |

| 3 |

| 1 |

| −1 |

| 0 |

| 2 |

| 5 |

| 8 |

| 11 |

| 13 |

| 13 |

| 11 |

| 8 |

| 3 |

| 1 |

## Geschichte

### Frühmittelalter
Auch wenn die Stadt Oberhausen erst im Zuge der industriellen Revolution entstand, so gehören zum heutigen Stadtgebiet Ortsteile, die weit ins Mittelalter zurückreichen. So hatte Holten bereits 1310 Stadtrechte erworben, die die Stadt allerdings unter Napoleon wieder verlor. Ebenfalls mittelalterliche Wurzeln weisen Ortsteile wie Sterkrade, Osterfeld oder die Bauerschaften Lippern und Lirich auf.
Die Lage im Tal des Rheins sowie eine Reihe von Bächen boten sehr früh günstige Siedlungsplätze. Archäologische Untersuchungen erweisen, dass die frühmittelalterlichen Bewohner des Gebietes kulturell dem fränkischen Merowingerreich angehörten. Während allerdings mit Stand 2014 in Duisburg 15 Gräberfelder aus dieser Zeit belegt sind, waren auf Oberhausener Gebiet nur fünf Felder belegt. 1920/1921 wurde auf Sterkrader Stadtgebiet an der Weseler Straße eines dieser Gräberfelder entdeckt. Mindestens sechs Gräber in zwei Reihen fanden sich 0,8 bis 1,0 m unter dem Bodenniveau, die Häupter der Toten wiesen nach Westen. Die Fundstücke befinden sich heute im Stadtarchiv. Das gilt etwa für die Bügelfibeln vom Typ Junkersdorf, die sich in die 2. Hälfte des 5. und das frühe 6. Jahrhundert datieren lassen. 1930 kam es an der nahegelegenen Oskarstraße zu Grabfunden, die jedoch zerstört wurden. Nur ein Grabfund – heute im Kultur- und Stadthistorischen Museum der Stadt Duisburg – wurde gesichert.
1936 erfolgten systematische Ausgrabungen im Winkel zwischen Weseler, Oskar- und Georgstraße, die mindestens 13 Gräber zu Tage förderten. Darunter waren etwa zehn Körper- und sechs Urnenbestattungen. Eines der Gräber wies ausnahmsweise eine Nord-Süd-Ausrichtung auf, was möglicherweise auf westfälische Einflüsse zurückzuführen ist. Die Gräber stammen aus der Zeit zwischen 530/555 und 670. Die beiden Männergräber waren vergleichsweise schlicht ausgestattet. Hingegen war ein Frauengrab (Nr. 7) reich ausgestattet: „Besonders bemerkenswert ist ihr Fibelschmuck, der eine rosettenförmige Almandinscheibenfibel, eine S-Fibel mit stilisierten Raubvogelköpfen sowie ein Paar großer, fast 13 cm langer Bügelfibeln umfasst. Alle Fibeln bestehen aus Silber, die S-Fibel und die Bügelfibeln sind zusätzlich vergoldet.“ (Eger, S. 113). Hinzu kam eine schlichte eiserne Gürtelschnalle und 39 Glas- und Bernsteinperlen, die zu einer Halskette gehörten. Ein eiserner Schlüssel erweist sie als Hausherrin, einer Angehörigen der gehobenen Schicht. Als Oberhausens „kostbarster Fund aus der Merowingerzeit“ gilt ein Bügelfibelpaar. Es entstand zwischen etwa 555 und 570. Die Anfänge der nahegelegenen Siedlung Sterkrade reichen nach dem Werdener Urbar (mindestens) bis in die Zeit um 900 zurück. Der zu den Merowingergräbern anzunehmende Siedlungskern dürfte eher nördlich von Sterkrade gelegen haben. Gräberfelder der gleichen Zeitstellung fanden sich in Osterfeld im Jahr 1928, nämlich im südwestlichen Eck zwischen Bahndamm und Osterfelder Bahnhof, dem „Gleisdreieck“, etwa 650 bis 700 m von der Pankratiuskirche entfernt. „Ostervelde“ erscheint allerdings erst 1085 erstmals in einer Quelle.
In Sterkrade kamen um 1911 auch Münzen (aus der Bremerstraße) zu Tage, von denen nach dem Krieg drei Wilhelmine Hagen vorgelegt wurden. Die Münzen sind heute verschollen, doch immerhin existieren Fotos, die Hagen anfertigen ließ. Die älteste Münze stammte aus der Zeit des Kaisers Anastasios I. (491–518). Die Besiedlung des Stadtgebietes konzentrierte sich insgesamt auf ein Gebiet nördlich der Emscher, insbesondere auf die Bachläufe an den Abhängen der Mittel- und Niederterrasse und die Terrassenkante oberhalb der Emscheraue.
Eine Kontinuität zu den späteren Ortskernen ließ sich bisher nicht belegen, denn für die Zeit ab dem 8. Jahrhundert fehlen bis dato Funde. Wenige Scherbenfunde aus einer Baugrube des einstigen Klosters von Sterkrade belegen immerhin eine kontinuierliche Besiedlung von Sterkrade ab dem 9. Jahrhundert. Reichhaltigeres Fundmaterial stammt erst aus dem Hoch- und Spätmittelalter.

### Neuzeit

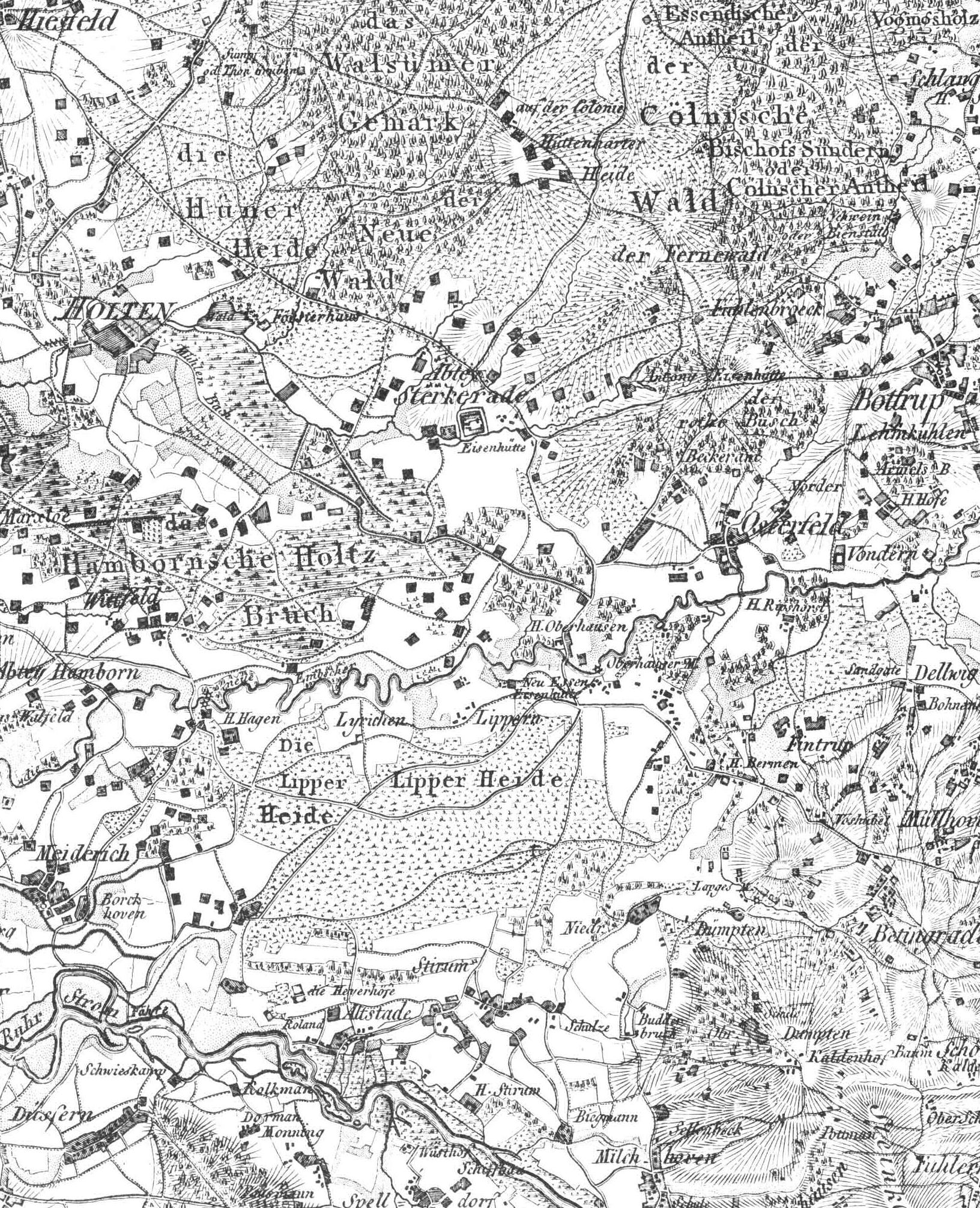
Das Gebiet der heutigen Stadt Oberhausen im Jahr 1805

Der Bereich des heutigen Stadtgebiets Oberhausen gehörte bis Ende des 18. Jahrhunderts zu unterschiedlichen Herrschaften. Während Lippern (Lipper Heide) und Lirich zum Reichsstift Essen (Essen-Borbeck) gehörten, Styrum zur reichsfreien Herrschaft Styrum, Alstaden und Dümpten zur Herrschaft Broich, lagen die Bürgermeisterei Holten mit Buschhausen und Sterkrade im Kreis Wesel im preußischen Herzogtum Kleve und Osterfeld im kurkölnischen Vest Recklinghausen. Nach vorübergehender Zugehörigkeit ab 1806 zum Großherzogtum Berg (Alt-Oberhausen, Sterkrade) bzw. ab 1803 zum Herzogtum Arenberg-Meppen (Osterfeld) kam das gesamte heutige Stadtgebiet 1815 zu Preußen. Im Zuge der Verwaltungsgliederung des Preußischen Staates wurden die Ortschaften den am 23. April 1816 neu gebildeten Kreisen Recklinghausen im Regierungsbezirk Münster (Provinz Westfalen), Dinslaken im Regierungsbezirk Kleve bzw. Essen im Regierungsbezirk Düsseldorf zugeteilt. Die beiden letztgenannten Landkreise wurden bereits am 27. September 1823 zum neuen Kreis Duisburg im 1821 mit dem Klever Bezirk vereinigten Regierungsbezirk Düsseldorf (Rheinprovinz) zusammengeschlossen.
Die Besiedlung nahm, bedingt durch den Abbau von Kohle, anfänglich jedoch Eisenerz, stark zu. Wie andere Orte im Ruhrgebiet wuchs auch Oberhausen vom ländlichen Raum zum Industriestandort mit Zechen, Stahlwerken und chemischer Industrie heran.
Die Eisenverhüttung stellt den Beginn der Industrialisierung in diesem Raum dar. Die Antoniehütte (auch St.-Antony-Hütte) liegt im (heutigen) Stadtgebiet Oberhausen. Sie wird als die Wiege der Ruhrindustrie (1758) bezeichnet.
Die Bürgermeisterei Oberhausen wird am 1. Februar 1862 auf Betreiben des Duisburger Landrats Anton Kessler aus Teilen von sechs anderen Gemeinden gebildet. Die Urzelle und den größten Gebietsanteil (zwei Drittel) lieferte die Gemeinde Borbeck mit den Ortsteilen Lippern und Lirich, die bisher zum Reichsstift Essen gehörten. Dazu kamen Teile von Alstaden, Dümpten und Styrum aus der Bürgermeisterei Mülheim an der Ruhr-Land. Hinzu kamen auch noch kleinere Teile von Meiderich und Buschhausen. Den Namen Oberhausen erhielt die junge Gemeinde vom 1847 neuangelegten gleichnamigen Bahnhof (seinerzeit erster Bahnhof der Gemeinde Borbeck) an der Cöln-Mindener Eisenbahn, der wiederum seinen Namen von dem an der Emscher gelegenen Schloss des Grafen Westerholt erhalten hatte. Bereits zwölf Jahre danach am 10. September 1874 erhielt die Gemeinde Oberhausen durch Einführung der Städteordnung die Stadtrechte. Sie wurde damit kreisangehörige Stadt des Landkreises Mülheim an der Ruhr, der kurz zuvor am 8. Dezember 1873 aus dem Landkreis Duisburg (nach Ausscheiden von Duisburg als Stadtkreis am 27. Juni 1873) hervorgegangen war. Am 1. April 1901 schied auch Oberhausen aus ihm aus, nachdem es gemäß der Rheinischen Provinzialordnung die Marke von 40.000 Einwohnern erreicht hatte und damit ebenfalls Stadtkreis wurde.
Es folgten weitere Gebietszuwächse:
- 1. April 1909: Eingemeindung des südlichen Teils von Buschhausen (Grafenbusch mit Schloss Oberhausen)
- 1. April 1910: Eingemeindung von Alstaden und der nördlichen Teile von Dümpten und Styrum
- 1. April 1915: Eingemeindung von Teilen Borbecks, Dellwigs und Frintrops

Osterfeld gehörte ab 1811 zur Bürgermeisterei Bottrop und ab 1844 zum Amt Bottrop im Landkreis Recklinghausen, löste sich am 1. Juli 1891 im Zuge der Industrialisierung vom Amt Bottrop und erhielt am 17. Juni 1921 Stadtrechte. Nachdem es die Marke von 30.000 Einwohnern überschritten hatte, schied Osterfeld gemäß der Westfälischen Provinzialordnung am 1. Januar 1922 auch aus dem Landkreis Recklinghausen aus und wurde selbständiger Stadtkreis.
Sterkrade gehörte zur Bürgermeisterei Holten im Kreis Dinslaken bzw. ab 27. September 1823 zum Kreis Duisburg und ab 8. Dezember 1873 zum Landkreis Mülheim an der Ruhr. Am 1. April 1886 wurde die Bürgermeisterei Holten in die Bürgermeistereien Beeck und Sterkrade (mit der Gemeinde Sterkrade, der Stadt Holten, dem Amt Holten und Buschhausen) geteilt, die am 20. April 1887 zum Kreis Ruhrort und am 1. April 1909 zum Kreis Dinslaken kamen. Zum gleichen Zeitpunkt wurde Buschhausen geteilt. Der größte Teil wurde nach Sterkrade eingemeindet. Ein kleineres Gebiet im Süden kam zu Oberhausen, der Grafenbusch mit dem Schloss Oberhausen. Am 1. April 1913 erhielt Sterkrade Stadtrechte, die Bürgermeisterei Sterkrade wurde in die Stadt Sterkrade und die Bürgermeisterei Holten geteilt. Bereits am 1. Juli 1917 wurden die Bürgermeisterei Holten und ein großer Teil der Bürgermeisterei Hiesfeld, die Orte Barmingholten, Schmachtendorf und Walsumermark, in die Stadt Sterkrade eingegliedert. Dadurch überschritt Sterkrade die Marke von 40.000 Einwohnern, um gemäß der Rheinischen Provinzialordnung aus dem Kreis Dinslaken auszuscheiden und selbständiger Stadtkreis zu werden. In Oberhausen wurde zu Anfang des 20. Jahrhunderts in Teilen des heutigen Stadtgebiets einschließlich der Umgebung des heutigen Hauptbahnhofs und der Neuen Mitte derselbe Dialekt gesprochen wie im Kreis Recklinghausen. In dialektaler Hinsicht hatten hingegen die heutigen Stadtteile Alstaden eine weitgehende Übereinstimmung mit Mülheim sowie Sterkrade mit Meiderich. Später wurde in der Innenstadt Bergisch ähnlich wie in Mülheim gesprochen.
Im Zuge der Kommunalen Neugliederung im Ruhrgebiet wurden am 29. Juli 1929 die Stadtkreise Oberhausen an der Ruhr, Osterfeld und Sterkrade zum neuen Stadtkreis Oberhausen (Rheinland), mit Korrekturen an den Grenzen zu den Nachbarstädten Duisburg, Mülheim an der Ruhr und Bottrop, vereinigt. Seit dem Zusammenschluss trug die Stadt den Namenszusatz (Rheinland) oder (Rhld.). Die Einwohnerzahl von Alt-Oberhausen hatte bereits um das Jahr 1914 die 100.000-Grenze überschritten und damit Oberhausen zur Großstadt gemacht. Heute hat Oberhausen etwa 210.000 Einwohner.
Die Gebietsreform von 1929 führte dazu, dass die heutige kreisfreie Stadt Oberhausen drei gewachsene Zentren hat.
Die erst Anfang der 1990er Jahre geplante „Neue Mitte“ kann heute als viertes Zentrum der Stadt gewertet werden.

### Einwohnerentwicklung

Einwohnerentwicklung von Oberhausen von 1862 bis 2019

1905 hatte Alt-Oberhausen mehr als 50.000 Einwohner. Im Jahr 1915 überschritt seine Einwohnerzahl die Grenze von 100.000, wodurch es zur Großstadt wurde. Einen Zuwachs um mehr als 80.000 Personen auf rund 190.000 Einwohner brachte am 1. August 1929 die Eingemeindung von Sterkrade (50.661 Einwohner 1925) und Osterfeld (32.655 Einwohner 1925). Im Jahre 1963 erreichte die Bevölkerungszahl der Stadt mit über 260.000 ihren historischen Höchststand. Am 31. Dezember 2016 betrug die Einwohnerzahl 212.460.
Die Arbeitslosenquote lag im Januar 2018 bei 9,5 Prozent, die Zahl der gemeldeten offenen Stellen betrug 3.328.
Der Ausländeranteil lag zum 31. Dezember 2018 bei 15,4 Prozent (32.616). Die Altersstruktur stellte sich am 31. Dezember 2018 wie folgt dar:
- 00–17 Jahre: 15,8 %
- 18–64 Jahre: 62,5 %
- ab 65 Jahre: 21,6 %

## Religionen
Eine Auflistung der Sakralbauten in Oberhausen findet man in der Liste von Sakralbauten in Oberhausen.

### Christentum

#### Konfessionsstatistik
Gemäß dem Zensus 2011 waren 40,3 % der Einwohner römisch-katholisch, 27,1 % evangelisch und 32,6 % waren konfessionslos, gehörten einer anderen Glaubensgemeinschaft an oder machten keine Angabe. Die Zahl der Protestanten und Katholiken ist seitdem beträchtlich gesunken. Mit Stand März 2025 hatte Oberhausen 212.770 Einwohner; davon 29,2 % Katholiken 19,7 % Protestanten und 51,1 % gehörten einer sonstigen oder keiner öffentlich-rechtlichen Religionsgesellschaft an.
Von den 40 deutschen Großstädten mit über 200.000 Einwohnern hatten Mitte 2024 noch drei eine (teilweise sehr knappe) Mehrheit an evangelischen und katholischen Kirchenmitgliedern (Münster, Mönchengladbach und Oberhausen). Alle drei sind traditionell mehrheitlich katholisch. In Oberhausen sind seit Mitte 2024 weniger als die Hälfte der Einwohner evangelische oder katholische Kirchenmitglieder.

#### Katholische Kirche

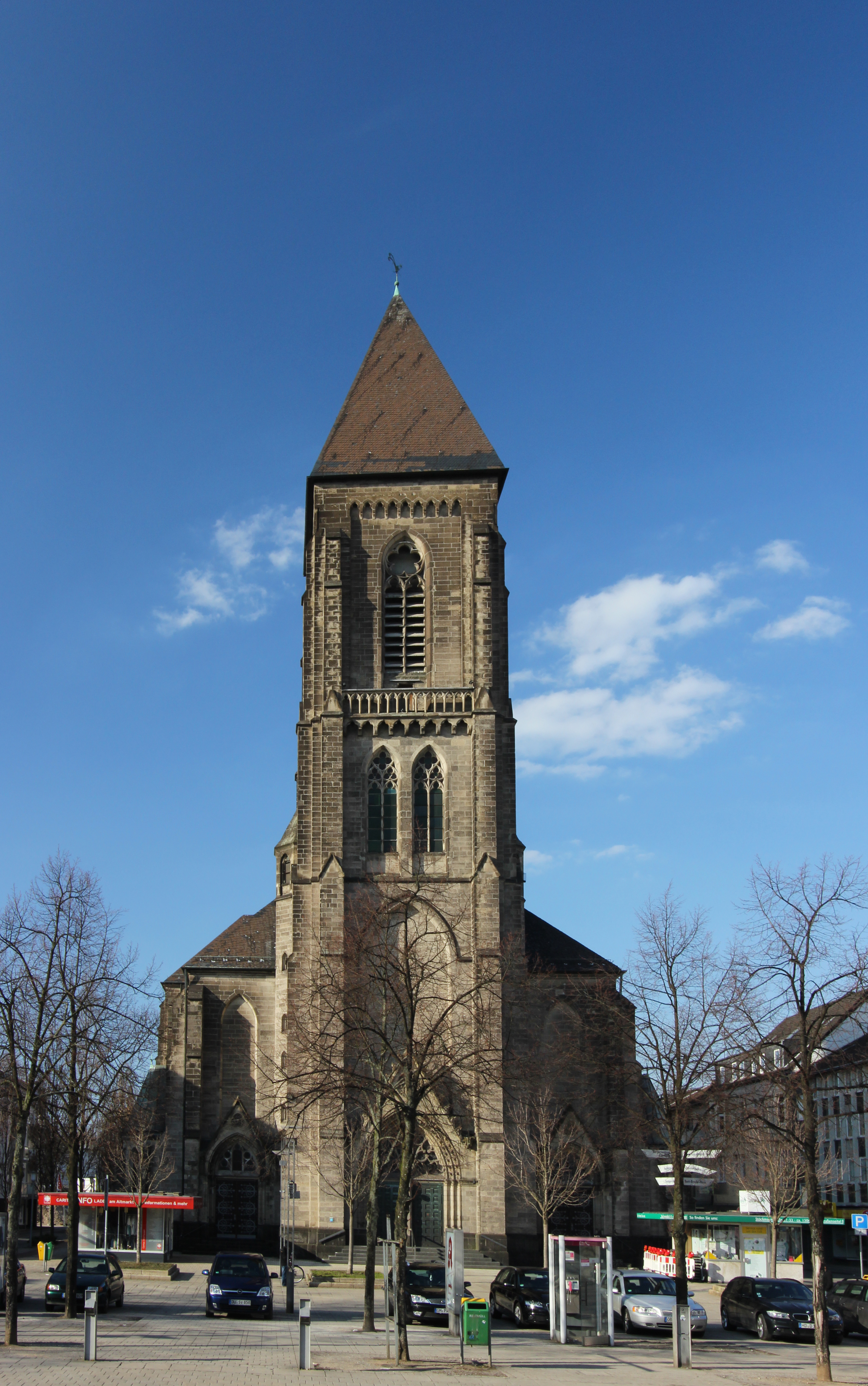
Pfarrkirche Herz Jesu in Oberhausen-Mitte

Im äußersten südlichen Stadtgebiet Oberhausens gehörten ursprünglich die Ortschaften Lirich und Lippern (Lipperheide) zum Reichsstift Essen (Borbeck) und damit zum Erzbistum Köln, denn die Fürstäbtissin von Essen ließ ihre Orte durch einen vom Kölner Erzbischof investierten Offizial verwalten. Pfarramtlich wurden sie von der Petrikirche in Mülheim an der Ruhr aus versorgt. Nachdem diese 1555 protestantisch geworden war, war die Schlosskapelle von Styrum die nächste katholische Kirche, denn die Herrschaft Styrum war katholisch geblieben.
Seit 1763 gehörten die südlichen Ortschaften Oberhausens (Alstaden, Styrum) zur neu gegründeten Pfarrei St. Marien in Mülheim-Styrum, während die Menschen im Rest des heutigen Alt-Oberhausen von St. Dionysius Borbeck aus betreut wurden.
Ab 1821 gehörten alle katholischen Pfarreien südlich der Emscher zum Erzbistum Köln. 1857 entstand die erste katholische Kirche im Gebiet der späteren Stadt Oberhausen, die St.-Marien-Kirche, 1864 wurde mit St. Joseph in Styrum die zweite Kirche errichtet. 1888 wurde St. Marien zur Pfarrei erhoben, ein Jahr später wurde auch St. Joseph von St. Mariae Geburt in Mülheim abgetrennt. In den nächsten Jahren erfolgten mehrere Pfarreineugründungen, größtenteils von St. Joseph aus.
Die Kirchengemeinden nördlich der Emscher gehörten zum Bistum Münster und ab 1904 zum Dekanat Ruhrort. 1910 wurde Sterkrade Sitz eines eigenen Dekanats, dort war bereits 1240 ein Kloster entstanden. Osterfeld hatte bereits um 1000 eine Kirche.
1958 wurden alle katholischen Pfarrgemeinden Oberhausens dem neuen Bistum Essen zugeordnet. 1960 fasste der erste Bischof von Essen alle Oberhausener Kirchengemeinden zum Stadtdekanat Oberhausen zusammen, zunächst mit den drei Dekanaten Alt-Oberhausen, Sterkrade und Osterfeld. Mit der Zusammenlegung der Dekanate Sterkrade und Osterfeld zum Dekanat Oberhausen-Sterkrade-Osterfeld existierten seit 2003 nunmehr zwei Dekanate. Im Zuge der Umstrukturierung der Dekanate und Pfarreien im Bistum Essen 2007 wurden Oberhausen und Oberhausen-Sterkrade-Osterfeld zum Dekanat Oberhausen zusammengefasst. Seitdem gibt es in Oberhausen folgende katholische Großpfarreien, Gemeinden und Kirchen:

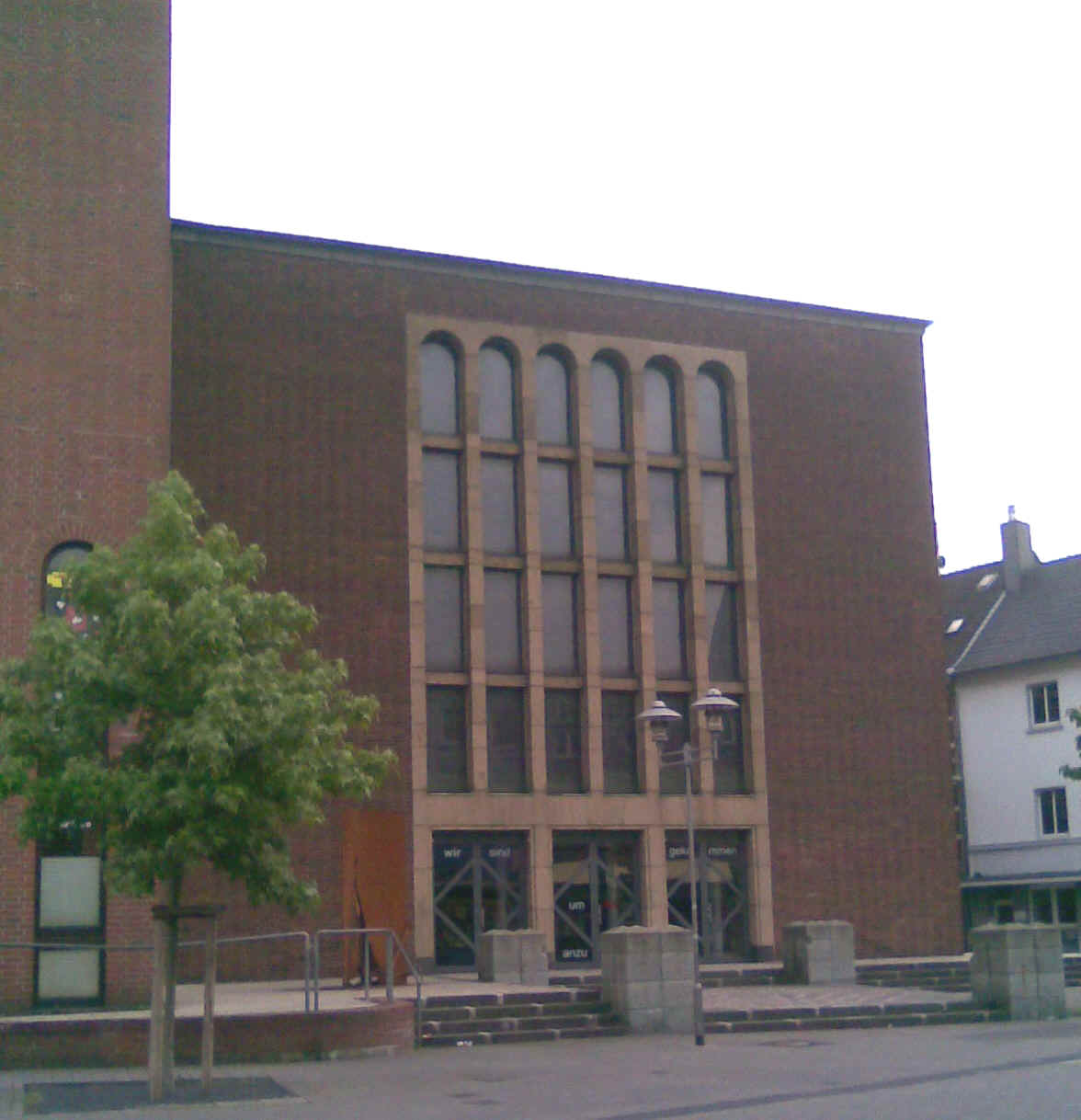
Propsteikirche St. Clemens in Oberhausen-Sterkrade

Propstei St. Clemens Sterkrade: St. Clemens, St. Josef Buschhausen, Liebfrauen Schwarze Heide, Herz Jesu Sterkrade, St. Barbara Königshardt, St. Theresia vom Kinde Jesu Walsumermark, St. Josef Schmachtendorf und St. Johann Holten. Die Kirche St. Pius wurde abgerissen – die Gemeinde St. Pius mit Herz Jesu zusammengefasst –, St. Bernardus ist eine Kapelle, die zur Gemeinde St. Clemens gehört. Christ König auf dem Gebiet von St. Josef Buschhausen fungiert als Jugendkirche TABGHA.
Propstei St. Pankratius Osterfeld: St. Pankratius, St. Marien Rothebusch und St. Franziskus Osterfeld. Die Gemeinde St. Franziskus Osterfeld besteht aus den Kirchen St. Antonius Klosterhardt, St. Jakobus und St. Josef. Die Gemeinde St. Pankratius nutzt das Evangelische Gemeindezentrum Quellstraße in Borbeck mit.
Pfarrei St. Marien Oberhausen-Mitte: St. Marien, St. Johannes Evangelist, Zu Unserer Lieben Frau Styrum und St. Katharina Lirich. Zur Gemeinde St. Marien gehören neben der Hauptkirche St. Marien die Kirche St. Michael sowie die „Tagungskirche“ Heilig Geist. Die Kirche Heilige Familie liegt auf dem Gebiet von St. Katharina und dient heutzutage der Oberhausener Tafel.
Pfarrei Herz Jesu Oberhausen-Mitte: Herz Jesu, St. Joseph Styrum und St. Antonius Alstaden. Eine ehemalige Filialkirche in Alstaden, St. Hildegard am Ruhrpark, wurde 2008 abgerissen, eine andere, St. Peter, 2021 außer Dienst gestellt.

#### Evangelische Kirche

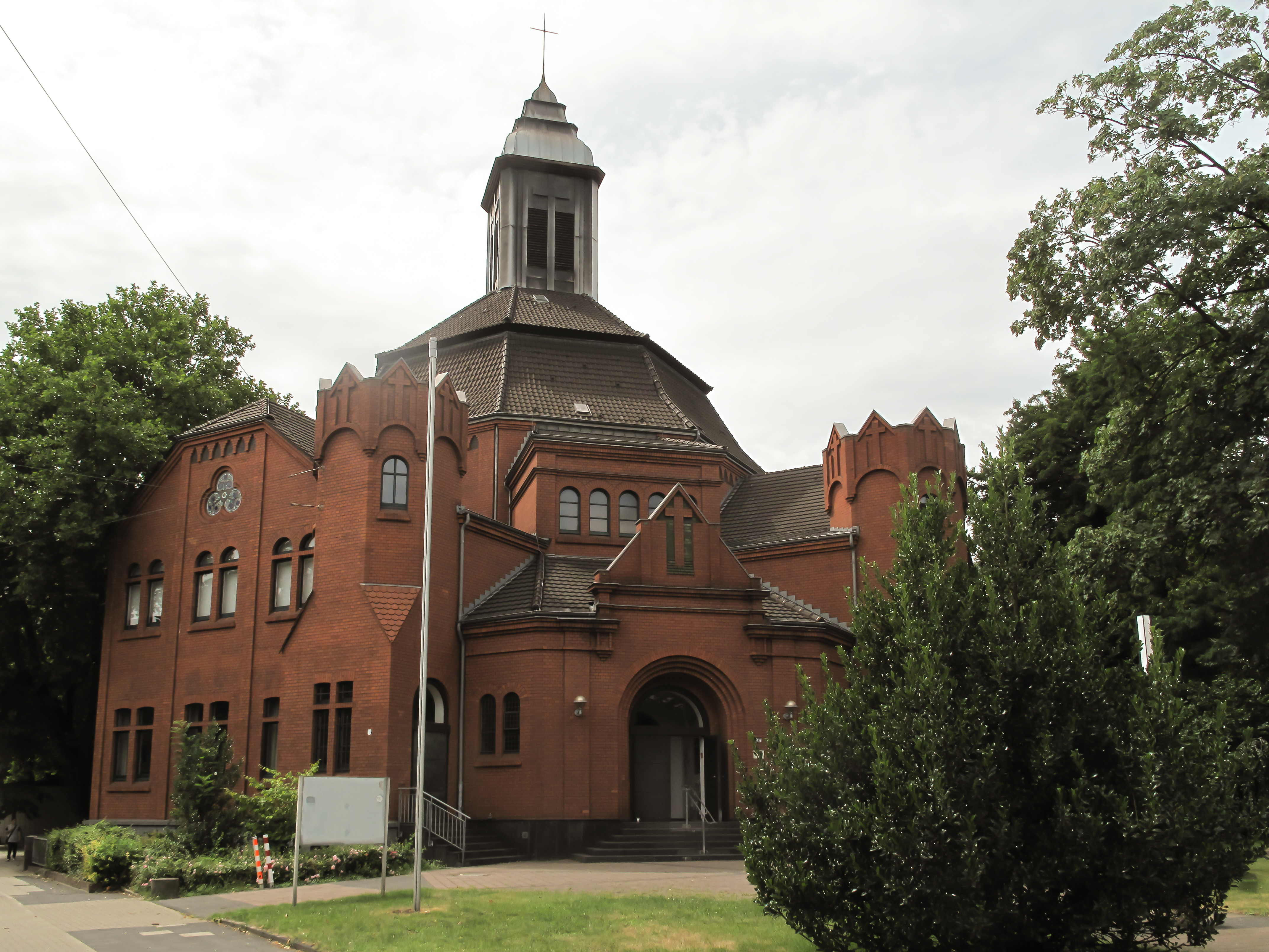
Evangelische Pauluskirche

Nach Gründung der Stadt Oberhausen 1862 wuchs die Zahl der evangelischen Gemeindeglieder im südlichen Bereich der heutigen Stadt Oberhausen (Alstaden, Dümpten und Styrum beziehungsweise Lippern und Lirich) schnell. 1864 entstand die evangelische Kirchengemeinde Oberhausen I mit der Christuskirche und 1893 die evangelische Kirchengemeinde Oberhausen II mit der Lutherkirche als Mittelpunkt. In Sterkrade waren auf der Königshardt bereits seit 1774 die ersten Protestanten ansässig, doch konnte erst 1846 die Kirchengemeinde Sterkrade gegründet werden. In Osterfeld entstand erst 1896 eine eigene Kirchengemeinde, die zur Westfälischen Provinzialkirche der Evangelischen Landeskirche der älteren Provinzen Preußens bzw. ab 1945 zur Evangelischen Kirche von Westfalen gehörte. Alle übrigen evangelischen Kirchengemeinden Oberhausens gehörten zur Rheinischen Provinzialkirche der Evangelischen Kirche in Preußen bzw. zur Evangelischen Kirche im Rheinland (EKiR).

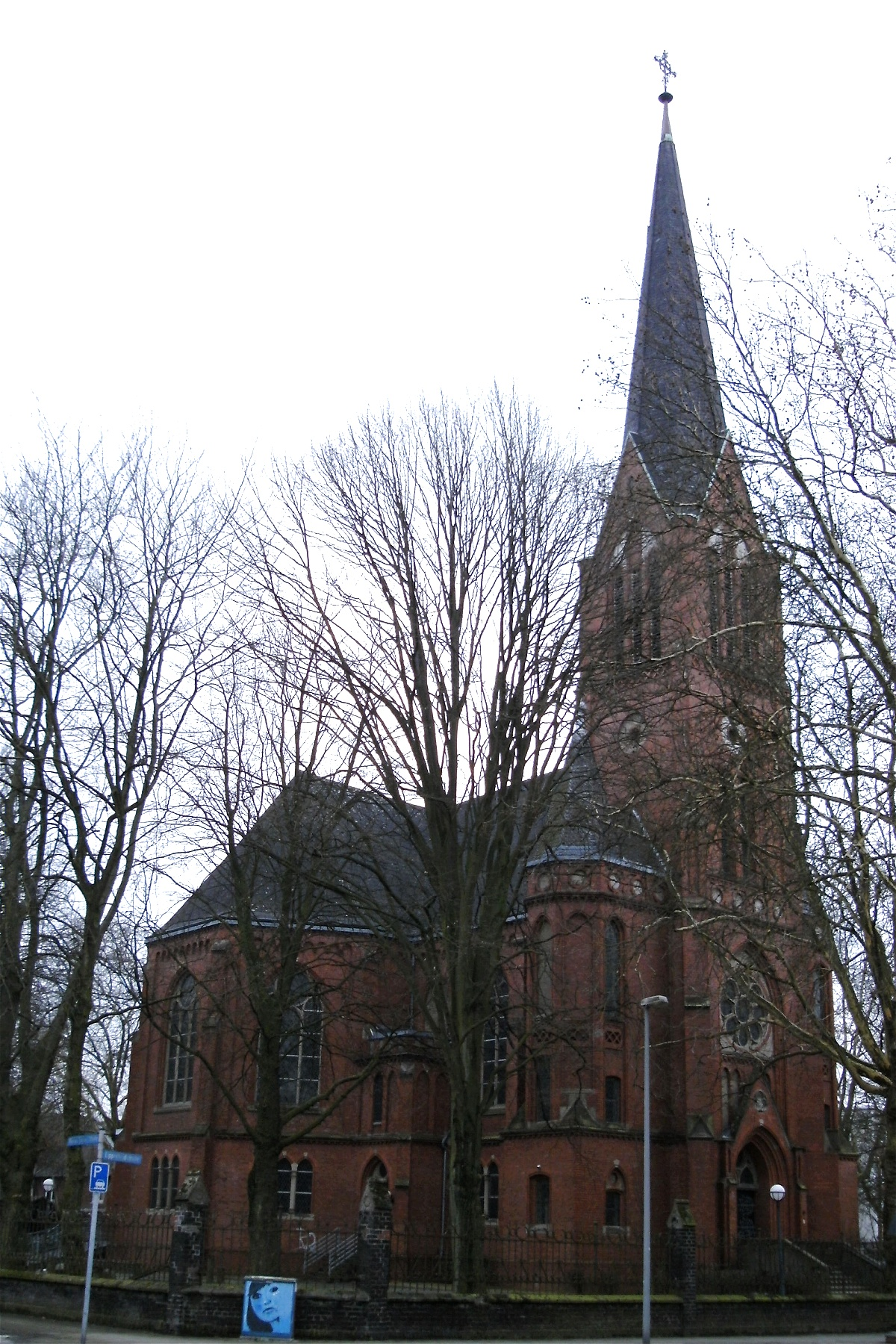
Lutherkirche in Alt-Oberhausen

1954 wurde der Kirchenkreis Oberhausen gegründet, um das gesamte Stadtgebiet auch kirchlich unter eine einheitliche Verwaltung zu bringen. Ihm gehören derzeit (Juni 2023) sechs Kirchengemeinden an:
- die Sophien-Kirchengemeinde (gegründet 2023 durch Zusammenschluss der Luther-Kirchengemeinde (früher Oberhausen II), Christus-Kirchengemeinde und Markus-Kirchengemeinde)
- die Emmaus-Kirchengemeinde (gegründet 2007 durch Zusammenschluss der Paulus-Kirchengemeinde (früher Oberhausen I) sowie der Kirchengemeinden Alstaden und Buschhausen)
- die Apostel-Kirchengemeinde
- die Auferstehungs-Kirchengemeinde (früher Osterfeld)
- die Kirchengemeinde Holten-Sterkrade (gegründet 2010 durch Zusammenschluss der Kirchengemeinden Holten und Sterkrade)
- die Kirchengemeinde Königshardt-Schmachtendorf (gegründet 2007 durch Zusammenschluss der Kirchengemeinden Königshardt und Schmachtendorf).

#### Andere Konfessionen
Daneben gibt es in Oberhausen auch die Altkatholische Kirche und die lutherische Trinitatis-Gemeinde der SELK sowie Gemeinden, die zu Freikirchen gehören: eine Gemeinde der Apostolischen Gemeinschaft, eine Evangelisch-Freikirchliche Gemeinde (Baptisten), einen Mülheimer Verband Freikirchlich-Evangelischer Christus Gemeinden (CGO), eine Freie evangelische Gemeinde (FeG) und eine Gemeinde der Siebenten-Tags-Adventisten (STA). Ferner sind in Oberhausen auch sechs Gemeinden der Neuapostolischen Kirche vertreten sowie eine Gemeinde der Christadelphians.
Außerdem sind mehrere deutsche Versammlungen der Zeugen Jehovas in Oberhausen beheimatet sowie Versammlungen in Albanisch, Französisch, Lingála, Romani, Serbokroatisch und westafrikanischem Pidgin-Englisch.

### Judentum
Im Jahr 1933 gab es etwa 600 Juden in Oberhausen. 1898 war eine Synagoge in der Friedenstraße 24 erbaut worden, die in der Reichspogromnacht vom 9. auf den 10. November 1938 unter der Aufsicht der Oberhausener Feuerwehr niedergebrannt wurde. Die 1858 errichtete Holtener Synagoge in der Mechthildisstraße wurde bereits 1927 wieder aufgegeben, 1936 verkauft und seitdem als Wohnhaus genutzt.
Im Jahre 1968 schlossen sich die jüdischen Gemeinden in Oberhausen, Mülheim an der Ruhr und Duisburg zu einer gemeinsamen Kultusgemeinde – der Jüdischen Gemeinde Duisburg-Mülheim/Ruhr-Oberhausen – zusammen. Als in den 1990er Jahren die Zahl der Gemeindemitglieder – durch die Zuwanderung von Juden aus den Nachfolgestaaten der Sowjetunion – auf über 2.800 anstieg, wurde der Neubau einer Synagoge und eines Gemeindezentrums erforderlich. Gemeinsam einigten sich die jüdische Gemeinde und die drei Städte Oberhausen, Mülheim/Ruhr und Duisburg auf einen Neubau im Duisburger Innenhafen, der 1999 abgeschlossen wurde.
Seit 2005 gibt es in Oberhausen auch eine liberale jüdische Gemeinde, die durch die Union Progressiver Juden Anerkennung gefunden hat und deren Mitgliederzahl stetig steigt. Die Räumlichkeiten der Gemeinde befinden sich am Friedensplatz, nur unweit der 1938 zerstörten Synagoge an der Friedensstraße.

### Islam
Bedingt durch die große Zahl türkischstämmiger Einwohner Oberhausens, insbesondere in den Stadtteilen Tackenberg, Knappenviertel und Osterfeld, gibt es im Stadtgebiet mittlerweile 15 Moscheen unterschiedlicher Träger:
Unter dem Dachverband DITIB werden die Haci-Bayram-Moschee im Stadtteil Schwarze Heide, die Ayasofya-Moschee in Lirich-Nord, die Mevlana-Moschee in Klosterhardt-Nord und die Ulu-Moschee in Osterfeld-Ost geführt. Zum Dachverband VIKZ gehören die VIKZ-Moschee und die Fatih-Moschee in Osterfeld-West sowie die Oberhausen-Moschee in Lirich-Nord. Der Dachverband IGMG leitet die Aksemseddin-Moschee im Stadtteil Holten. Die Bosnische Moschee im Stadtteil Osterfeld steht unter der Leitung der Islamischen Gemeinschaft der Bosniaken in Deutschland. Die Assalam-Moschee im Zentrum von Oberhausen ist ebenso wie die Masjid-Sunnah-Moschee im Stadtteil Lirich, die Anour-Mosche in Osterfeld, die Moschee der Islamischen Gemeinschaft in Osterfeld-West, die Oberhausen-Moschee im Stadtteil Heide und die Moschee der Türkischen Gemeinde Oberhausen in Osterfeld-Ost ohne Dachverband.

## Politik

### Stadtrat
Mit der Bildung der Gemeinde Oberhausen 1862 wurde die Bürgermeisterverfassung mit Gemeinderat und Bürgermeister eingeführt. Daneben gab es zwei Beigeordnete. Nach Erhalt der Stadtrechte 1874 gab es Stadtverordnete und Bürgermeister, die nach Erlangung der Kreisfreiheit 1901 den Titel Oberbürgermeister trugen. Auch Osterfeld und Sterkrade hatten je einen Gemeinderat und einen Bürgermeister bzw. Oberbürgermeister an der Spitze. Im Zuge der Kommunalen Neugliederung 1929 verloren diese jedoch ihre Ämter.
Während der Zeit des Nationalsozialismus wurde der Oberbürgermeister von der NSDAP eingesetzt. Nach dem Zweiten Weltkrieg setzte die Militärregierung der Britischen Besatzungszone einen neuen Oberbürgermeister ein und 1946 führte sie die Kommunalverfassung nach britischem Vorbild ein. Danach gab es einen von den Bürgern gewählten „Rat der Stadt“, dessen Mitglieder als „Stadtverordnete“ bezeichnet wurden. Der Oberbürgermeister, der ehrenamtlich tätig war, wurde als Vorsitzender und Repräsentant der Stadt vom Rat aus seiner Mitte gewählt. Ebenfalls vom Rat gewählt wurde der hauptamtliche Oberstadtdirektor als Leiter der Stadtverwaltung. 1997 wurde die Doppelspitze bei Stadt Oberhausen aufgrund der geänderten Gemeindeordnung NRW aufgehoben. Seitdem gibt es nur noch den hauptamtlichen Oberbürgermeister, der Vorsitzender des Rates, Leiter der Stadtverwaltung und Repräsentant der Stadt ist. 1999 wurde er zum ersten Mal direkt gewählt.
Der Rat der Stadt Oberhausen hatte seit der Kommunalwahl 1999 bis zum Wahljahr 2009 insgesamt 58 Mitglieder. Nach den Kommunalwahlen 2009 wuchs der Rat durch Ausgleichsmandate auf 62 Mitglieder.

### Ergebnisse der Kommunalwahlen 2020 in Oberhausen
Die Sitze im Stadtrat und in den Bezirksvertretungen verteilen sich nach dem Ergebnis der Kommunalwahl 2020 folgendermaßen auf die einzelnen Parteien:
| Partei | Stimmen | % (2020) | % (2014) | +/-     | Sitze (2020) | Sitze (2014) | +/- |
| --- | ------- | -------- | -------- | ------- | ------------ | ------------ | --- |
| CDU | 21.289  | 32,8 %   | 33 %     | - 0,2 % | 19           | 20           | - 1 |
| SPD | 20.545  | 31,7 %   | 38,9 %   | - 7,2 % | 19           | 23           | - 4 |
| Bündnis 90/Die Grünen | 9.358   | 14,4 %   | 8,6 %    | + 5,8 % | 8            | 5            | + 3 |
| AfD | 4.934   | 7,6 %    | 0 %      | + 7,6 % | 4            | 0            | + 4 |
| Die LINKE | 3.313   | 5,1 %    | 7,9 %    | - 2,8 % | 3            | 5            | - 2 |
| FDP | 1.958   | 3 %      | 2,8 %    | + 0,2 % | 2            | 2            | ± 0 |
| BOB | 1.895   | 2,9 %    | 8,6 %    | - 5,7 % | 2            | 5            | - 3 |
| OfB | 1.135   | 1,8 %    | 0 %      | + 1,8 % | 1            | 0            | + 1 |
| Die VIOLETTEN | 449     | 0,7 %    | 0,2 %    | + 0,5 % | 0            | 0            | ± 0 |
| Gültige Stimmen | 64.876  |          |          |         |              |              |     |
| Ungültige Stimmen | 1.123   |          |          |         |              |              |     |
| Stimmen Insgesamt | 65.999  |          |          |         | 58           | 60           | - 2 |
| Wahlberechtigte Insgesamt | 159.449 | 41,4 %   | 42,8 %   | - 1,4 % |              |              |     |
| Ratswahl 13.09.2020 OberhausenWahlbeteiligung von 41,4 % 403020100 32,8 %31,7 %14,4 %7,6 %5,1 %3,0 %2,9 %1,8 %0,7 % CDUSPDGrüneAfDLinkeFDPBOBgOfBhDie ViolettenGewinne und Verlusteim Vergleich zu 2014 %p 8 6 4 2 0 −2 −4 −6 −8−0,2 %p−7,2 %p+5,8 %p+7,6 %p−2,8 %p+0,2 %p−5,7 %p+1,8 %p+0,5 %pCDUSPDGrüneAfDLinkeFDPBOBOfBDie ViolettenAnmerkungen:g Bündnis Oberhausener Bürgerh Offen für Bürger |         |          |          |         |              |              |     |
| Sitzverteilung Ratswahl 13.09.2020 OberhausenInsgesamt 58 Sitze - Linke: 3 - SPD: 19 - Grüne: 8 - CDU: 19 - FDP: 2 - AfD: 4 - Sonst.: 3 Sonstige: (3 Sitze) > „BOB“ = 2 Sitze > „OfB“ = 1 Sitz |         |          |          |         |              |              |     |

| Partei | Stimmen | % (2020) | % (2014) | +/-     | Sitze (2020) | Sitze (2014) | +/- |
| --- | ------- | -------- | -------- | ------- | ------------ | ------------ | --- |
| CDU | 8.108   | 31,4 %   | 32,3 %   | - 0,9 % | 6            | 6            | ± 0 |
| SPD | 7.608   | 29,5 %   | 38,2 %   | - 8,7 % | 5            | 7            | - 2 |
| Bündnis 90/Die Grünen | 3.640   | 14,1 %   | 8,5 %    | + 5,6 % | 3            | 2            | + 1 |
| AfD | 2.343   | 9,1 %    | 0 %      | + 9,1 % | 2            | 0            | + 2 |
| Die LINKE | 1.686   | 6,5 %    | 9,4 %    | - 2,9 % | 1            | 2            | - 1 |
| FDP | 890     | 3,5 %    | 2,8 %    | + 0,7 % | 1            | 1            | ± 0 |
| BOB | 779     | 3 %      | 8,1 %    | - 5,1 % | 1            | 1            | ± 0 |
| OfB | 543     | 2,1 %    | 0 %      | + 2,1 % | 0            | 0            | ± 0 |
| Die VIOLETTEN | 219     | 0,9 %    | 0,8 %    | + 0,1 % | 0            | 0            | ± 0 |
| Gültige Stimmen | 25.816  |          |          |         |              |              |     |
| Ungültige Stimmen | 459     |          |          |         |              |              |     |
| Stimmen Insgesamt | 26.275  |          |          |         | 19           | 19           | ± 0 |
| Wahlberechtigte Insgesamt | 67.717  | 38,8 %   | 40,8 %   | - 2 %   |              |              |     |
| Bezirksvertretungswahl 13.09.2020 Alt-OberhausenWahlbeteiligung von 38,8 % 403020100 31,4 %29,5 %14,1 %9,1 %6,5 %3,5 %3,0 %2,1 %0,9 % CDUSPDGrüneAfDLinkeFDPBOBgOfBhDie ViolettenGewinne und Verlusteim Vergleich zu 2014 %p 10 8 6 4 2 0 −2 −4 −6 −8−10−0,9 %p−8,7 %p+5,6 %p+9,1 %p−2,9 %p+0,7 %p−5,1 %p+2,1 %p+0,1 %pCDUSPDGrüneAfDLinkeFDPBOBOfBDie ViolettenAnmerkungen:g Bündnis Oberhausener Bürgerh Offen für Bürger |         |          |          |         |              |              |     |
| Sitzverteilung Bezirksvertretungswahl 13.09.2020 Alt-OberhausenInsgesamt 19 Sitze - Linke: 1 - SPD: 5 - Grüne: 3 - CDU: 6 - FDP: 1 - AfD: 2 - Sonst.: 1 Sonstige: (1 Sitz) > „BOB“ = 1 Sitz |         |          |          |         |              |              |     |

| Partei | Stimmen | % (2020) | % (2014) | +/-     | Sitze (2020) | Sitze (2014) | +/- |
| --- | ------- | -------- | -------- | ------- | ------------ | ------------ | --- |
| CDU | 10.009  | 34,3 %   | 33,5 %   | + 0,8 % | 6            | 6            | ± 0 |
| SPD | 9.199   | 31,6 %   | 39,6 %   | - 8 %   | 6            | 7            | - 1 |
| Bündnis 90/Die Grünen | 4.713   | 16,2 %   | 9,1 %    | + 7,1 % | 3            | 2            | + 1 |
| AfD | 1.851   | 6,4 %    | 0 %      | + 6,4 % | 1            | 0            | + 1 |
| Die LINKE | 1.268   | 4,4 %    | 6,9 %    | - 2,5 % | 1            | 1            | ± 0 |
| BOB | 815     | 2,8 %    | 8 %      | - 5,2 % | 0            | 1            | - 1 |
| FDP | 799     | 2,7 %    | 2,8 %    | - 0,1 % | 0            | 0            | ± 0 |
| OfB | 500     | 1,7 %    | 0 %      | + 1,7 % | 0            | 0            | ± 0 |
| Gültige Stimmen | 29.154  |          |          |         |              |              |     |
| Ungültige Stimmen | 380     |          |          |         |              |              |     |
| Stimmen Insgesamt | 29.534  |          |          |         | 17           | 17           | ± 0 |
| Wahlberechtigte Insgesamt | 64.668  | 45,7 %   | 47,9 %   | - 2,2 % |              |              |     |
| Bezirksvertretungswahl 13.09.2020 Oberhausen-SterkradeWahlbeteiligung von 45,7 % 403020100 34,3 %31,6 %16,2 %6,4 %4,4 %2,8 %2,7 %1,7 % CDUSPDGrüneAfDLinkeBOBfFDPOfBhGewinne und Verlusteim Vergleich zu 2014 %p 8 6 4 2 0 −2 −4 −6 −8+0,8 %p−8,0 %p+7,1 %p+6,4 %p−2,5 %p−5,2 %p−0,1 %p+1,7 %pCDUSPDGrüneAfDLinkeBOBFDPOfBAnmerkungen:f Bündnis Oberhausener Bürgerh Offen für Bürger |         |          |          |         |              |              |     |
| Sitzverteilung Bezirksvertretungswahl 13.09.2020 Oberhausen-SterkradeInsgesamt 17 Sitze - Linke: 1 - SPD: 6 - Grüne: 3 - CDU: 6 - AfD: 1 |         |          |          |         |              |              |     |

| Partei | Stimmen | % (2020) | % (2014) | +/-     | Sitze (2020) | Sitze (2014) | +/- |
| --- | ------- | -------- | -------- | ------- | ------------ | ------------ | --- |
| CDU | 3.494   | 33 %     | 29,4 %   | + 3,6 % | 5            | 5            | ± 0 |
| SPD | 3.417   | 32,3 %   | 40 %     | - 7,7 % | 5            | 6            | - 1 |
| Bündnis 90/Die Grünen | 1.348   | 12,7 %   | 7,1 %    | + 5,6 % | 2            | 1            | + 1 |
| AfD | 907     | 8,6 %    | 0 %      | + 8,6 % | 1            | 0            | + 1 |
| Die LINKE | 569     | 5,4 %    | 8 %      | - 2,6 % | 1            | 1            | ± 0 |
| BOB | 431     | 4,1 %    | 13,5 %   | - 9,4 % | 1            | 2            | - 1 |
| FDP | 266     | 2,5 %    | 2,1 %    | + 0,4 % | 0            | 0            | ± 0 |
| OfB | 164     | 1,6 %    | 0 %      | + 1,6 % | 0            | 0            | ± 0 |
| Gültige Stimmen | 10.596  |          |          |         |              |              |     |
| Ungültige Stimmen | 177     |          |          |         |              |              |     |
| Stimmen Insgesamt | 10.773  |          |          |         | 15           | 15           | ± 0 |
| Wahlberechtigte Insgesamt | 27.125  | 39,7 %   | 41 %     | - 1,3 % |              |              |     |
| Bezirksvertretungswahl 13.09.2020 Oberhausen-OsterfeldWahlbeteiligung von 39,7 % 50403020100 33,0 %32,3 %12,7 %8,6 %5,4 %4,1 %2,5 %1,6 % CDUSPDGrüneAfDLinkeBOBfFDPOfBhGewinne und Verlusteim Vergleich zu 2014 %p 10 8 6 4 2 0 −2 −4 −6 −8−10+3,6 %p−7,7 %p+5,6 %p+8,6 %p−2,6 %p−9,4 %p+0,4 %p+1,6 %pCDUSPDGrüneAfDLinkeBOBFDPOfBAnmerkungen:f Bündnis Oberhausener Bürgerh Offen für Bürger |         |          |          |         |              |              |     |
| Sitzverteilung Bezirksvertretungswahl 13.09.2020 Oberhausen-OsterfeldInsgesamt 15 Sitze - Linke: 1 - SPD: 5 - Grüne: 2 - CDU: 5 - AfD: 1 - Sonst.: 1 Sonstige: (1 Sitz) > „BOB“ = 1 Sitz |         |          |          |         |              |              |     |

| Partei | Kandidat*                             | Stimmen | % (2020) |
| --- | ------------------------------------- | ------- | -------- |
| CDU | Schranz, Daniel                       | 30.150  | 45,5 %   |
| SPD | Berg, Thorsten                        | 19.699  | 29,7 %   |
| Bündnis 90/Die Grünen | Axt, Norbert Emil                     | 7.002   | 10,6 %   |
| AfD | Kempkes, Wolfgang                     | 4.521   | 6,8 %    |
| Die LINKE | Carstensen, Jens                      | 3.095   | 4,7 %    |
| OfB | Mülhausen, Dr. Urban Laurentius Maria | 1.378   | 2,1 %    |
| Die VIOLETTEN | Wädlich, Claudia                      | 468     | 0,7 %    |
| Gültige Stimmen | Gültige Stimmen                       | 66.313  |          |
| Ungültige Stimmen | Ungültige Stimmen                     | 859     |          |
| Stimmen Insgesamt | Stimmen Insgesamt                     | 67.172  |          |
| Wahlberechtigte Insgesamt | Wahlberechtigte Insgesamt             | 159.510 | 42,1 %   |
| Oberbürgermeisterwahl* 13.09.2020 OberhausenWahlbeteiligung von 42,1 % 50403020100 45,5 %29,7 %10,6 %6,8 %4,7 %2,1 %0,7 % CDUaSPDbGrünecAfDdLinkeeOfBfDie ViolettengAnmerkungen:a Schranz, Danielb Berg, Thorstenc Axt, Norbert Emild Kempkes, Wolfgange Carstensen, Jensf Mülhausen, Dr. Urban Laurentius Mariag Wädlich, Claudia |                                       |         |          |

| Partei | Kandidat*                 | Stimmen | % (2020) |
| --- | ------------------------- | ------- | -------- |
| CDU | Schranz, Daniel           | 28.456  | 62,1 %   |
| SPD | Berg, Thorsten            | 17.381  | 37,9 %   |
| Gültige Stimmen | Gültige Stimmen           | 45.837  |          |
| Ungültige Stimmen | Ungültige Stimmen         | 368     |          |
| Stimmen Insgesamt | Stimmen Insgesamt         | 46.205  |          |
| Wahlberechtigte Insgesamt | Wahlberechtigte Insgesamt | 159.458 | 29 %     |
| Oberbürgermeisterstichwahl* 27.09.2020 OberhausenWahlbeteiligung von 29 % 706050403020100 62,1 %37,9 % CDUaSPDbAnmerkungen:a Schranz, Danielb Berg, Thorsten |                           |         |          |

### Stadtoberhäupter
Bürgermeister
- 1862–1889: Friedrich August Schwartz
- 1889–1894: Friedrich Haumann
- 1894–1906: Otto Wippermann (ab 1903 Oberbürgermeister)

Oberbürgermeister
- 1906–1930: Berthold Otto Havenstein, DVP
- 1930–1937: Wilhelm Heuser, bis 1933 Zentrum, nach 1933 NSDAP
- 1938–1940: Wilhelm Eberhard Gelberg †, NSDAP
- 1940–1942: Bernhard Legge, NSDAP
- 1942–1945: Ernst Bollmann, NSDAP
- 1945: Wilhelm Thyssen (kommissarisch)
- 1945: Karl Haendly (kommissarisch)
- 1945–1946: Georg Kaessler (kommissarisch)
- 1946: Karl Feih, Zentrum
- 1946–1948: Luise Albertz, SPD
- 1948–1952: Otto Aschmann, CDU
- 1952–1956: Otto Pannenbecker †, Zentrum
- 1956–1979: Luise Albertz †, SPD (zum zweiten Mal)
- 1979–1997: Friedhelm van den Mond, SPD
- 1997–2004: Burkhard Drescher, SPD
- 2004–2015: Klaus Wehling, SPD
- 2015–Heute: Daniel Schranz, CDU

Mit "†" gekennzeichnete Personen sind im Amt verstorben.

Bei der Stichwahl des Oberbürgermeisters am 27. September 2020 gewann der Amtsinhaber Herr Schranz (CDU) mit 62,08 % bei einer Wahlbeteiligung von 28,98 %.
Oberbürgermeister von Osterfeld
- 1921–1929: Johannes Kellinghaus, Zentrum

Oberbürgermeister von Sterkrade
- 1916–1920: Otto Most, DVP
- 1920–1929: Wilhelm Heuser, Zentrum (Jan.–Aug. 1920 Bürgermeister)

Oberstadtdirektoren
- 1946–1953: Georg Kaessler
- 1953–1960: Anton Schmitz
- 1960–1972: Werner Peterssen
- 1972–1979: Raimund Schwarz
- 1979–1991: Dietrich Uecker
- 1991–1997: Burkhard Drescher, SPD

### Wappen

Stadtwappen der kreisfreien Stadt Oberhausen

Das Wappen der Stadt Oberhausen zeigt in einem durch eine silberne Spitze von Blau und Rot gespaltenen Schild, darin schräg gekreuzt ein schwarzer Schlägel und ein schwarzes Eisen (die Symbole des Bergbaus), vorne einen von zwei silbernen Schlangen umwundenen silbernen Merkurstab, hinten gekreuzt eine silberne Zange und einen silbernen Hammer, überdeckt mit einem silbernen Zahnrad. Im Oberwappen ist eine Mauerkrone mit fünf Türmen dargestellt.
Die Stadtflagge ist Blau/Weiß, bis 1996 Schwarz/Weiß/Rot.
Das Wappen wurde der Stadt bereits 1888 von König Wilhelm I. von Preußen verliehen. Allerdings war das vordere Feld zunächst schwarz statt blau. Am 21. Oktober 1952 verlieh das Innenministerium Nordrhein-Westfalen das Wappen neu in seinen heutigen Farben. Es vereint die Symbole der allgemeinen Industrie (Zahnrad und Hammer), der Hüttenwerke (Zange) und des Bergbaus (Schlägel und Eisen) mit dem Symbol für Handel und Verkehr (Merkurstab).

### Städtepartnerschaften
Die Stadt Oberhausen unterhält mit folgenden Städten eine Städtepartnerschaft:
- Middlesbrough (Vereinigtes Königreich), seit 1974
- Saporischschja (Ukraine), seit 1986
- Carbonia (Italien), seit 2003
- Iglesias (Italien), seit 2003
- Mersin (Türkei), seit 2004
- Tychy (Polen), seit 2020

Mit der Stadt Freital in Sachsen unterhält die Stadt Oberhausen freundschaftliche Beziehungen.

### Schulden
2011 beliefen sich die Schulden der Stadt auf rund 1,4 Milliarden Euro. Oberhausen war mit knapp 9600 Euro pro Kopf die am höchsten verschuldete Stadt Deutschlands. Durch höhere Steuereinnahmen und einen strikten Sparkurs sank die Verschuldung inzwischen auf 8263 Euro pro Kopf im Jahr 2012. Die kurzfristig fälligen Kassenkredite betragen 6870 Euro pro Kopf.
Aufgrund der Haushaltslage hat die Stadt drei von sieben Bädern geschlossen und stattdessen ein rentables Spaßbad gebaut. Seit 1992 war es aufgrund des tiefgreifenden Strukturwandels in der Stadt nicht mehr möglich, einen ausgeglichenen Haushalt vorzulegen. Die Sozialleistungen übersteigen seit Anfang der 1990er Jahre die Gewerbesteuereinnahmen der Stadt.
Für das Haushaltsjahr 2014 hat die Stadt Oberhausen im Gesamtergebnisplan ein Haushaltsdefizit in ordentlichen Erträgen und Aufwendungen (einschließlich Finanzerträgen und -aufwendungen) in Höhe von −51,7 Millionen Euro (−246 Euro je Einwohner) veranschlagt. Dies entspricht dem dritthöchsten Pro-Kopf-Haushaltsdefizit aller kreisfreien Städte in Nordrhein-Westfalen im Jahr 2014.

### Regionaler Flächennutzungsplan
Die Stadt Oberhausen kooperiert zwecks Regionaler Flächennutzungsplanung in einer Planungsgemeinschaft mit den Städten Bochum, Essen, Gelsenkirchen, Herne und Mülheim an der Ruhr (Planungsgemeinschaft der Städteregion Ruhr 2030). Der von den sechs Städten aufgestellte Plan wurde 2009 vom Ministerium für Wirtschaft, Mittelstand und Energie des Landes Nordrhein-Westfalen mit bestimmten Auflagen genehmigt. Nach den Beitrittsbeschlüssen der Räte zu den Auflagen und nach Bekanntmachung des Plans trat der erste Regionale Flächennutzungsplan der Geschichte am 3. Mai 2010 in Kraft. Bis auf Weiteres kann der erste und einzige geltende Regionale Flächennutzungsplan von den sechs Städten im Benehmen mit dem Regionalverband Ruhr geändert und ergänzt werden.

## Kultur und Sehenswürdigkeiten

### Kunst im öffentlichen Raum
Siehe: Liste von Kunstwerken im öffentlichen Raum in Oberhausen

### Theater und Museen
Neben dem Stadttheater gibt es noch das Niebuhrg Theater und die Kleinstädter Bühne Sterkrade e. V., eine Amateurtheatergruppe, die seit 70 Jahren im Lito-Palast im Herzen von Sterkrade ihre Spielstätte hat.
An Museen gibt es im Schloss Oberhausen die Ludwiggalerie Schloss Oberhausen, eine Institution der Peter und Irene Ludwig-Stiftung mit wechselnden Ausstellungen. In direkter Nachbarschaft zu der Ludwig Galerie Schloss Oberhausen befindet sich die Gedenkhalle Oberhausen, die erste Gedenkstätte an die Opfer des Nationalsozialismus in Westdeutschland; hier wird eine Dauerausstellung über die NS-Herrschaft in Oberhausen gezeigt.
Der Gasometer Oberhausen ist eine überregional bekannte Ausstellungshalle. Die Ausstellung „Sternstunden – Wunder des Sonnensystems“ lockte im Jahr 2010 fast eine Million Besucher in den Industriegiganten und war somit die erfolgreichste Ausstellung im Jahr der Kulturhauptstadt Europas. Ebenfalls viel Beachtung fand das „Big Air Package“ von Christo. Bis 27. Oktober 2019 war dort die Ausstellung „Der Berg ruft“ zu sehen. Anschließend wurde der Gasometer wegen Sanierungsarbeiten geschlossen. Mit der Ausstellung „Das zerbrechliche Paradies“ zur Klimageschichte unseres Planeten wurde die Ausstellungshalle im Oktober 2021 wieder eröffnet.

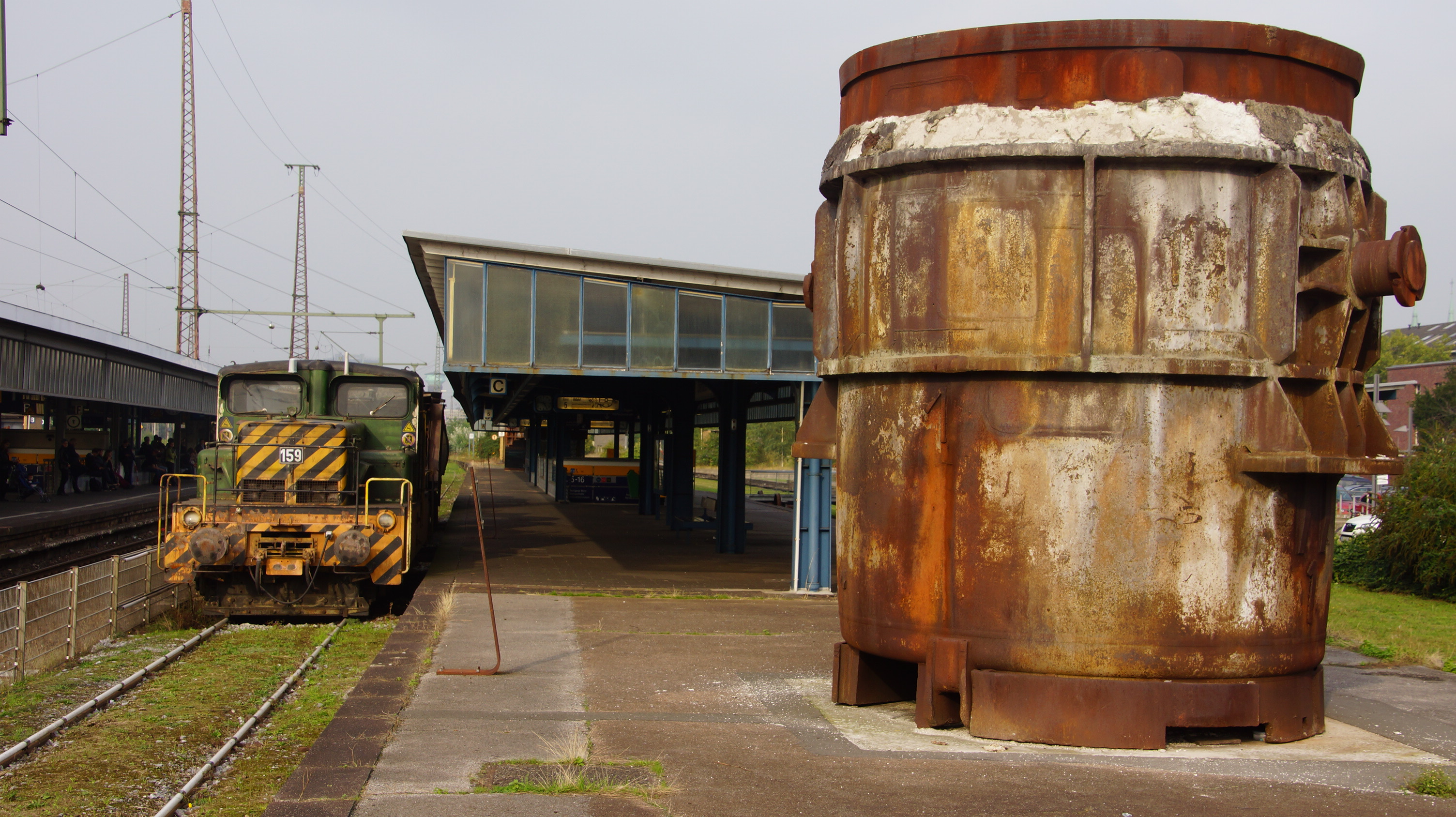
Museumsbahnsteig Oberhausen: Gießpfanne und historischer Zug

Auf der Westseite des Oberhausener Hauptbahnhofs gelegen zeigt das LVR-Industriemuseum, Rheinisches Landesmuseum für Industrie- und Sozialgeschichte, eine Dauerausstellung zu 150 Jahren Eisen- und Stahlgeschichte an Rhein und Ruhr sowie wechselnde Themenausstellungen. Im Jahr 2008 wurde als neue Zweigstelle das Museum „St.Antony.Hütte“ eröffnet, das an die vor über 250 Jahren errichtete erste Eisenhütte des Ruhrgebietes erinnert. Zum LVR-Industriemuseum gehören in Oberhausen auch das Museum in der Siedlung Eisenheim, das zentrale Museumsdepot im Peter-Behrens-Bau, dem früheren Hauptlagerhaus der Gutehoffnungshütte, und der Museumsbahnsteig im Hauptbahnhof.
Seit August 2008 zeigte die „Modellbahnwelt Oberhausen“ im Maßstab 1:87, wie das Ruhrgebiet von 1965 bis 1970 ausgesehen hat. Auf etwa 420 m² wurde ein Teil von Oberhausen und beispielsweise die Zeche und Kokerei Zollverein modellhaft zu dem Zeitpunkt präsentiert, als Zeche und Kokerei noch in Betrieb waren. Dies wurde von 2012 bis zu deren Insolvenz im Frühjahr 2015 durch die Ausstellung 'Top Secret. Die geheime Welt der Spionage' abgelöst.
In Sterkrade befindet sich das private Sterkrader Radio-Museum.

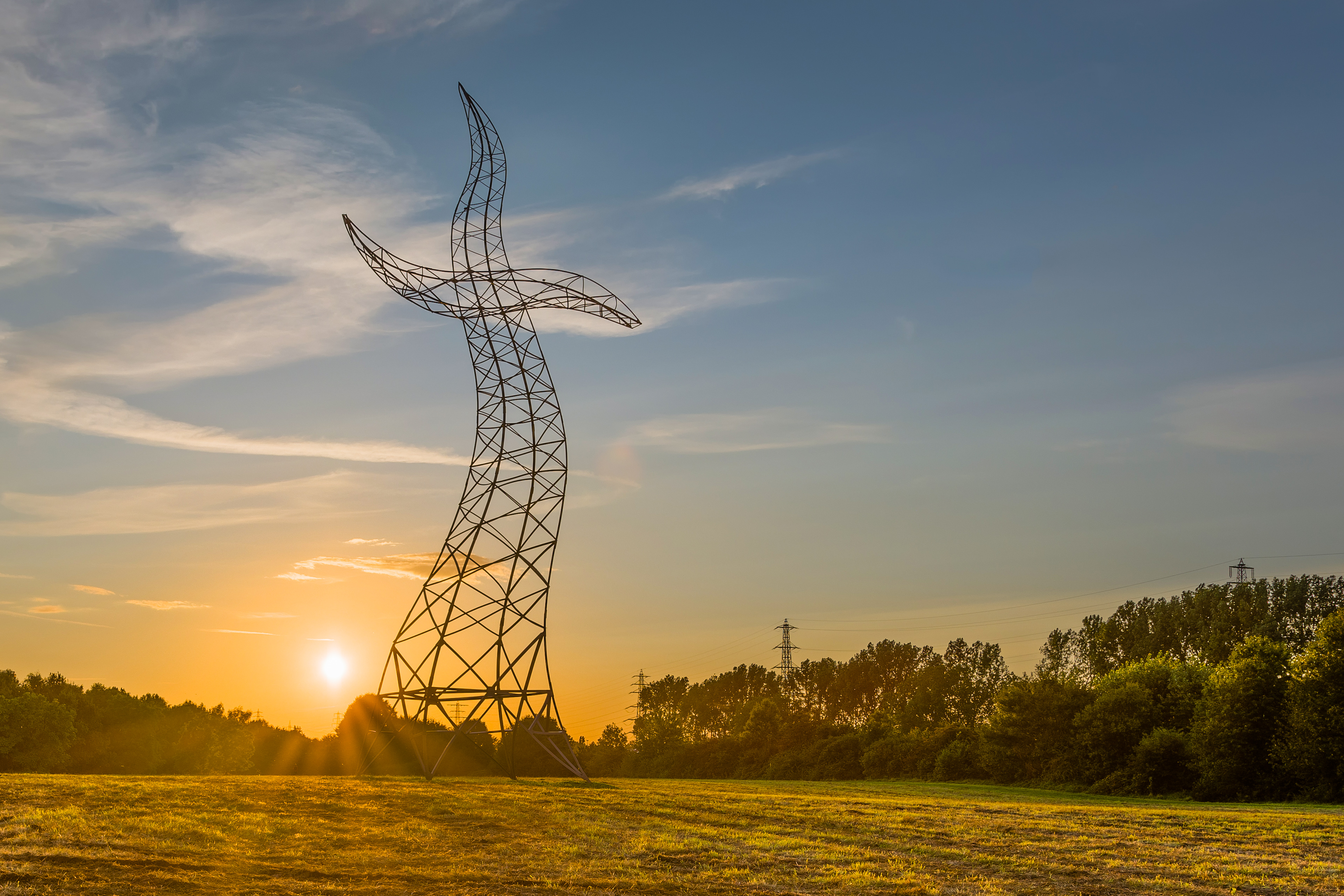
Stahlskulptur Zauberlehrling

Oberhausen ist mit verschiedenen Ausstellungsorten auch an der Emscherkunst, einer Kunstausstellung im öffentlichen Raum, beteiligt. So befindet sich am Rande des Gehölzgarten Ripshorst die 35 Meter hohe Stahlskulptur Zauberlehrling, die in ihrer Gestalt an einen tanzenden Strommast erinnert.

### Veranstaltungsorte
Eine Mehrzweckhalle für Konzerte, Musicals, Shows, aber auch Sportveranstaltungen ist die Rudolf Weber-Arena in der Neuen Mitte. Sie hat 12.500 Plätze.

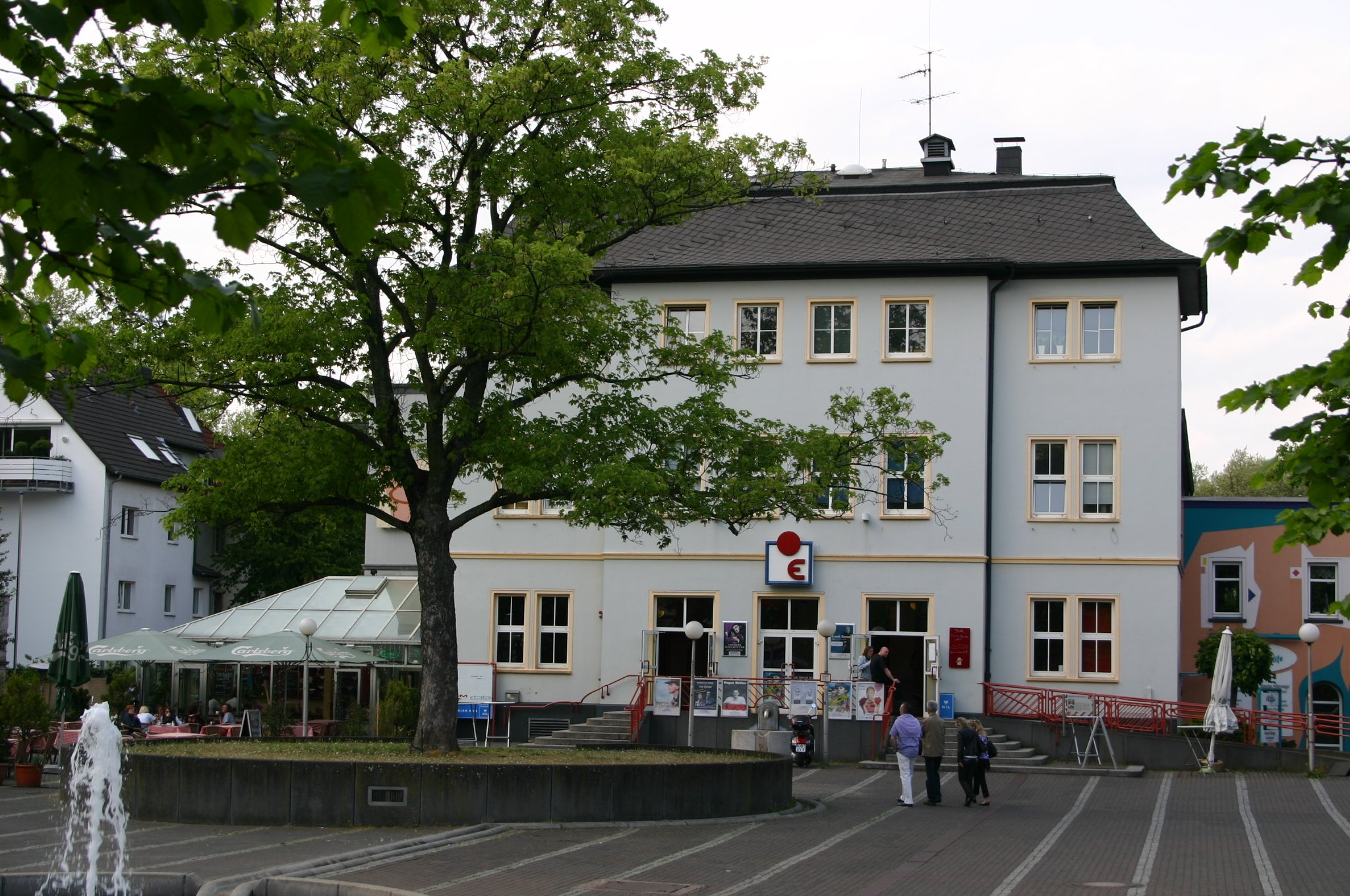
Ebertbad

Das Ebertbad, ein ehemaliges Schwimmbad, hat sich zu einem der herausragendsten Veranstaltungsorte für Kleinkunst entwickelt. Es war außerdem die Heimspielstätte der Missfits, eines der bekanntesten Kabarett-Duos in Deutschland.
Das Kongresszentrum Oberhausen (Luise-Albertz-Halle/Stadthalle) ist ein multifunktionales Tagungs- und Veranstaltungszentrum, geeignet sowohl für Traditions- und Unterhaltungsveranstaltungen als auch für Börsen, Ausstellungen, Tagungen, Kongresse und Seminare. Angegliedert an das Kongresszentrum sind ein Hotel sowie Gastronomie und ein Parkhaus.
Weitere Veranstaltungsorte sind das Resonanzwerk, das Zentrum Altenberg, die Fabrik K-14, die Turbinenhalle, das Drucklufthaus oder das Theater an der Niebuhrg. Bei diesen Veranstaltungsorten handelt es sich um ehemalige Industriebauten.

### Bauwerke

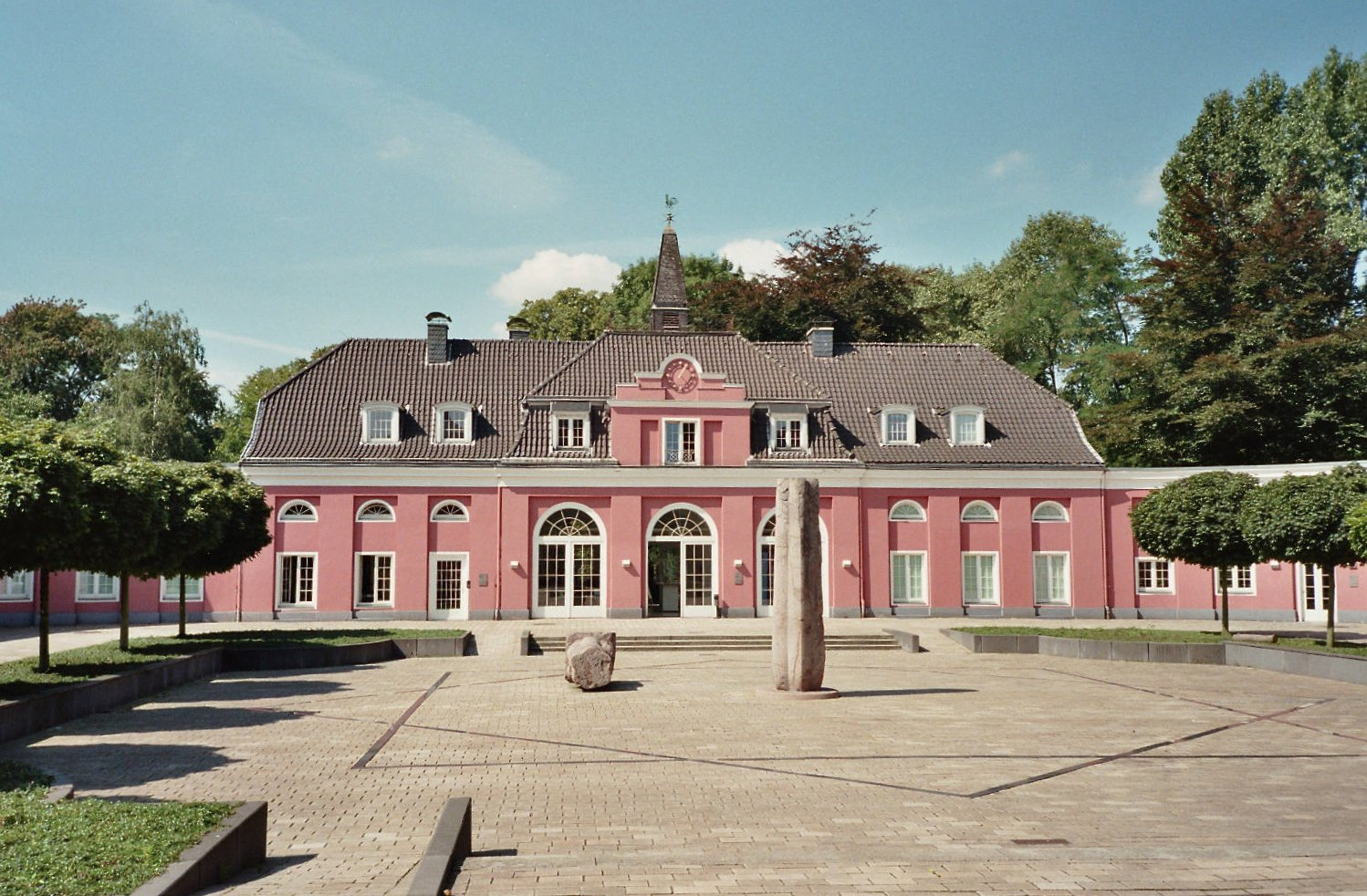
Schloss Oberhausen – Ehrenhof mit Kleinem Schloss

Ein bedeutendes Bauwerk und ein Wahrzeichen der Stadt ist das Schloss Oberhausen, ein ehemaliger Herrensitz an der Emscher. Das Schloss gab zunächst einem Bahnhof an der Köln-Mindener Eisenbahnstrecke und dann der am Bahnhof entstandenen Siedlung den Namen. Heute beherbergt das Gebäude, das nach Kriegszerstörungen im Zweiten Weltkrieg 1960 wiederaufgebaut wurde, die Ludwig Galerie Schloss Oberhausen.
Auf dem Altmarkt, dem zentralen Platz der auf einem rechtwinkligen städtebaulichen Raster entstandenen Innenstadt, steht das Wahrzeichen von Alt-Oberhausen, eine klassizistische Säule mit einer vergoldeten Siegesgöttin Nike über dem Kapitell.
Sehenswert ist auch das Rathaus der Stadt, das 1927–1930 in den Formen des Backsteinexpressionismus nach Plänen der Architekten und kommunalen Baubeamten Ludwig Freitag und Eduard Jüngerich erbaut wurde.
Ein architektonisch besonders interessanter Platz in der City ist der Friedensplatz mit dem Amtsgericht Oberhausen aus dem Jahr 1907, dem Europa-Haus (1955, Architekt: Hans Schwippert) und den expressionistischen Backsteingebäuden an den Längsseiten, die dem Platz zusammen mit den Wasser- und Baumachsen eine strenge Symmetrie verleihen. Zu Beginn des 20. Jahrhunderts auf einem ehemaligen Industriegelände angelegt, ist der Friedensplatz ein wichtiges Bindeglied zwischen Altmarkt, Hauptbahnhof und Rathaus. In der gleichen Umgebung befindet sich das zunächst privatwirtschaftliche genutzte, seit 1978 jedoch in städtischem Besitz befindliche Bert-Brecht-Haus (anfangs: Ruhrwachthaus), das derzeit die Volkshochschule und die Zentrale der Stadtbibliothek beherbergt.
Weitere bedeutende Bauwerke in Oberhausen sind die Burg Vondern in Osterfeld, das Kastell Holten und die Baumeister Mühle von 1848 in Buschhausen.

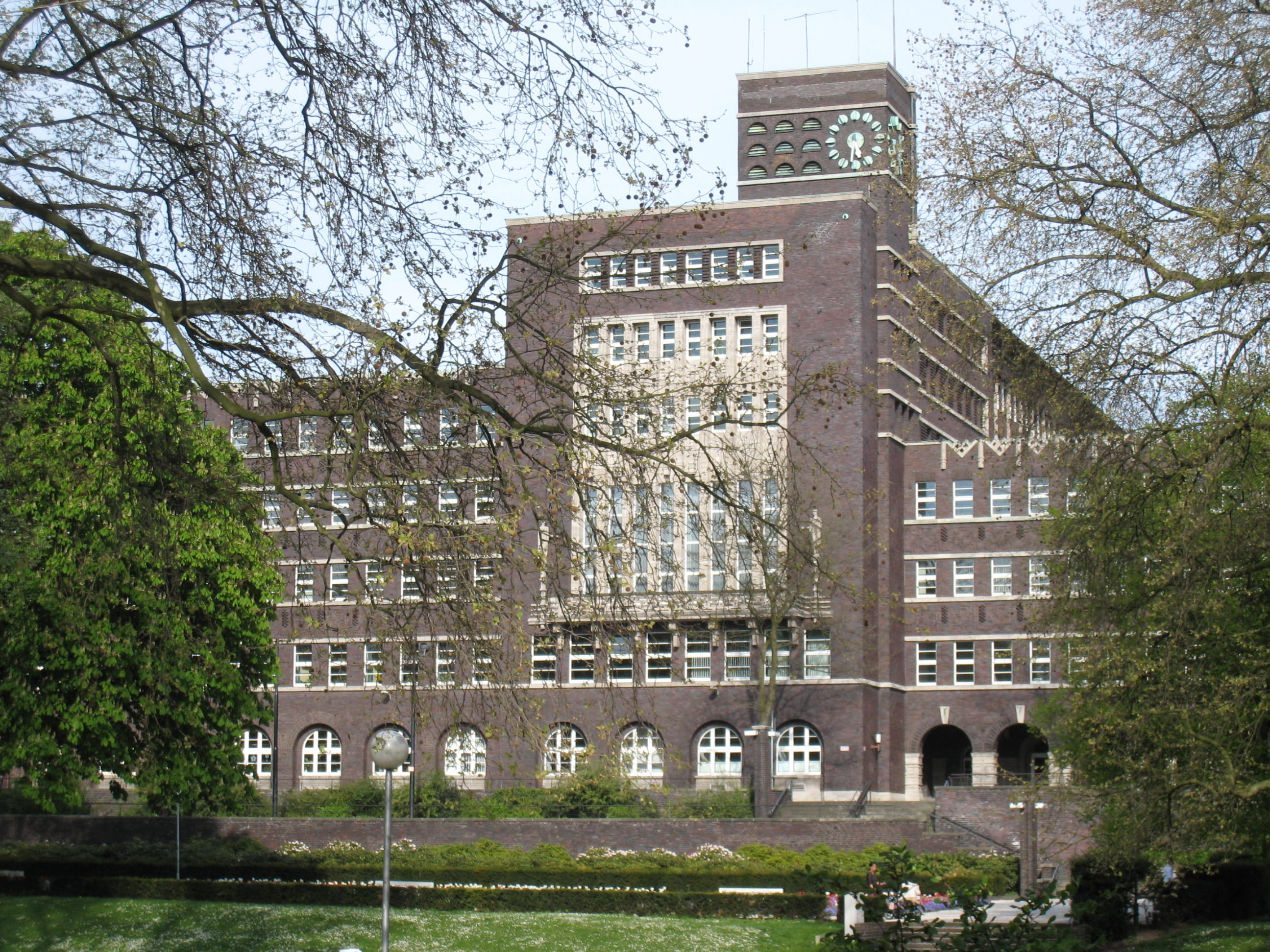
Rathaus
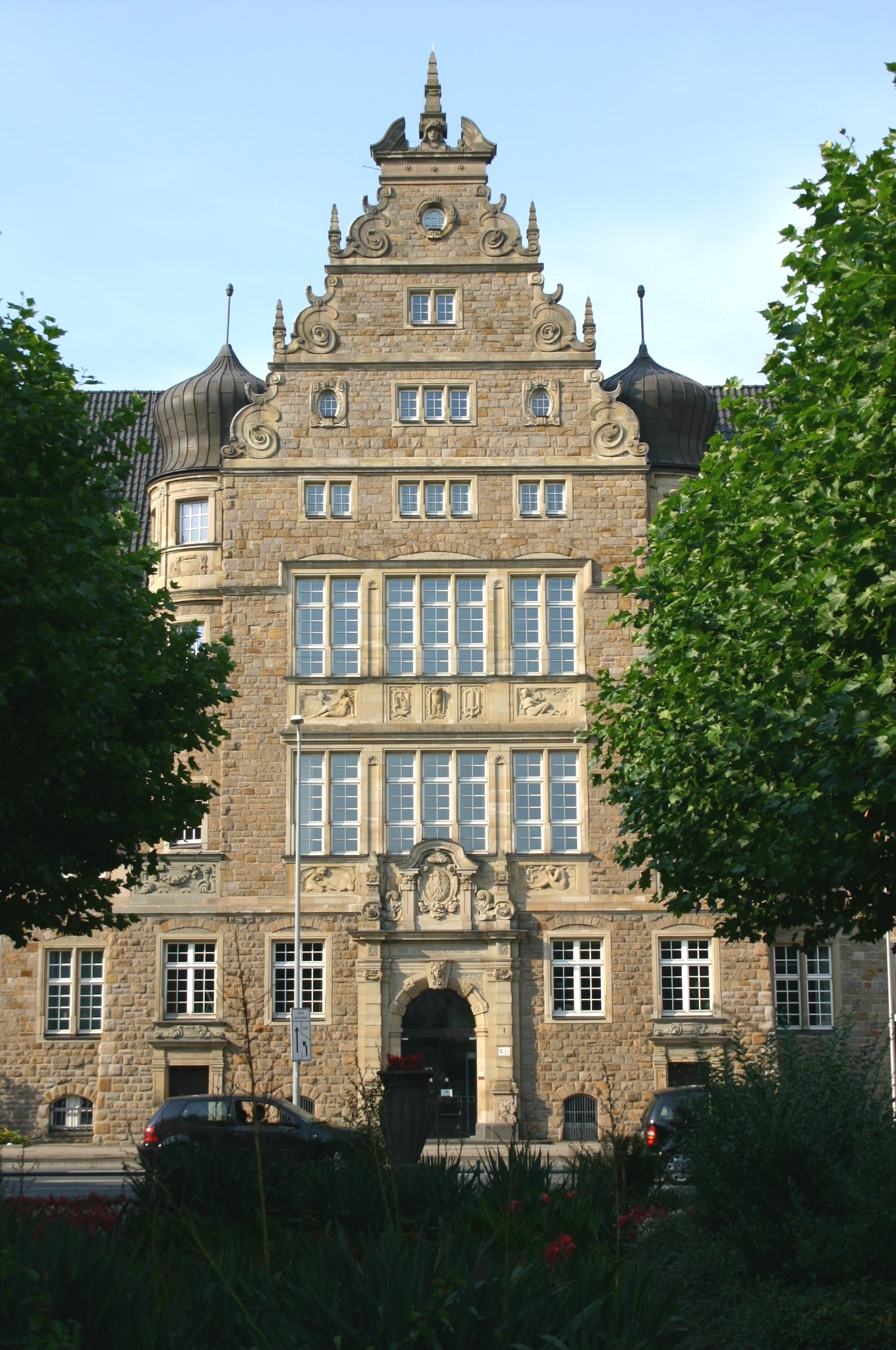
Amtsgericht
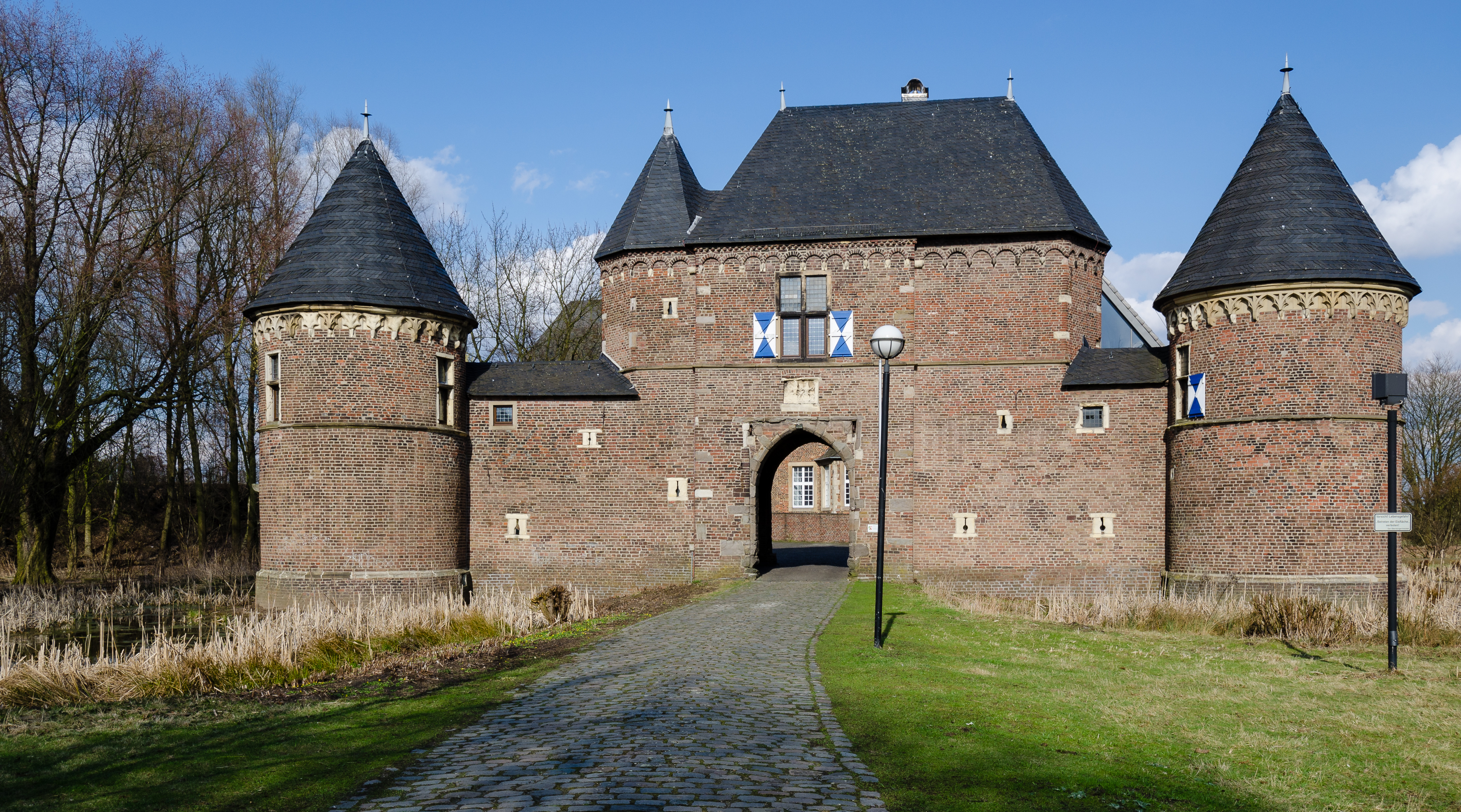
Burg Vondern
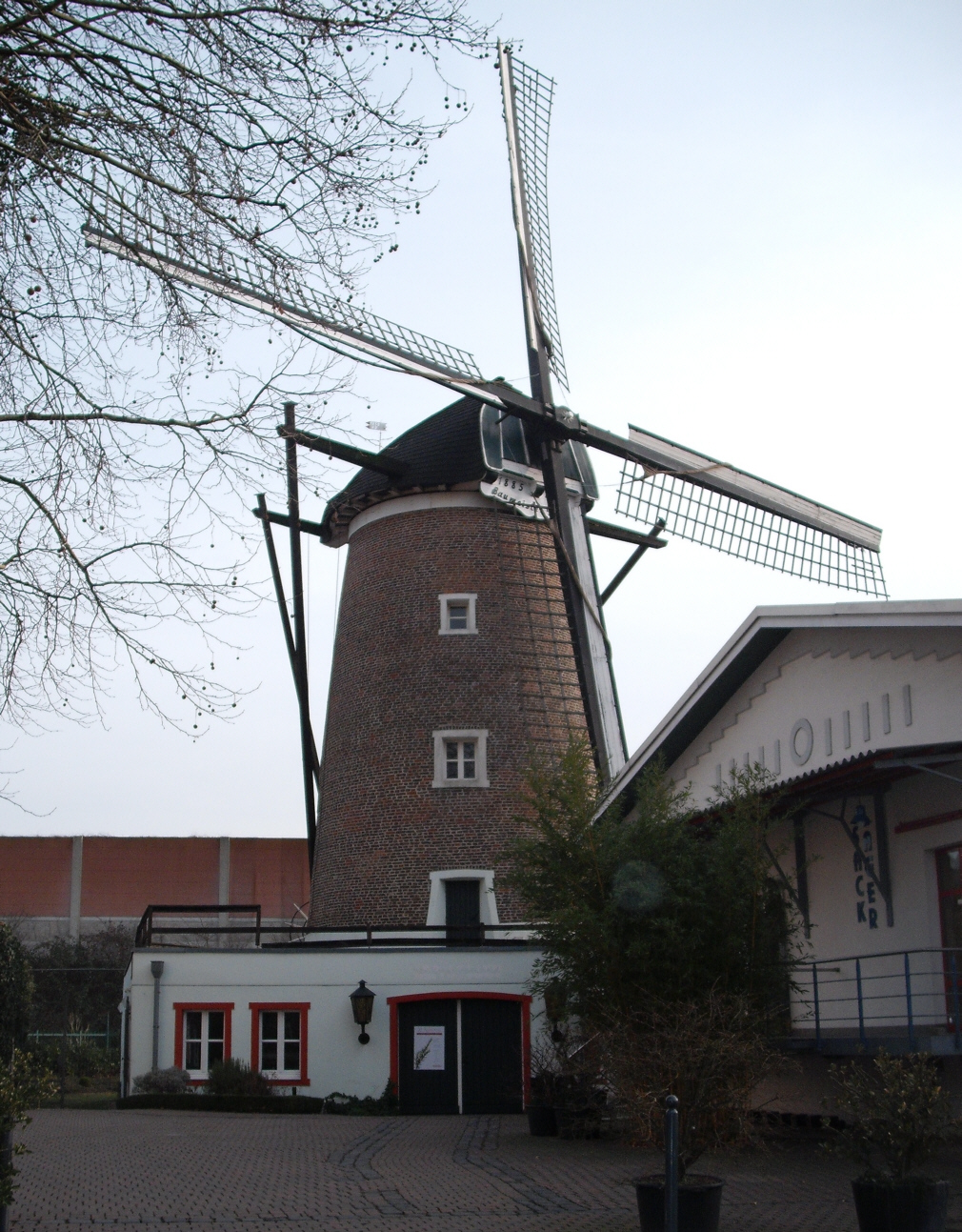
Baumeister Mühle
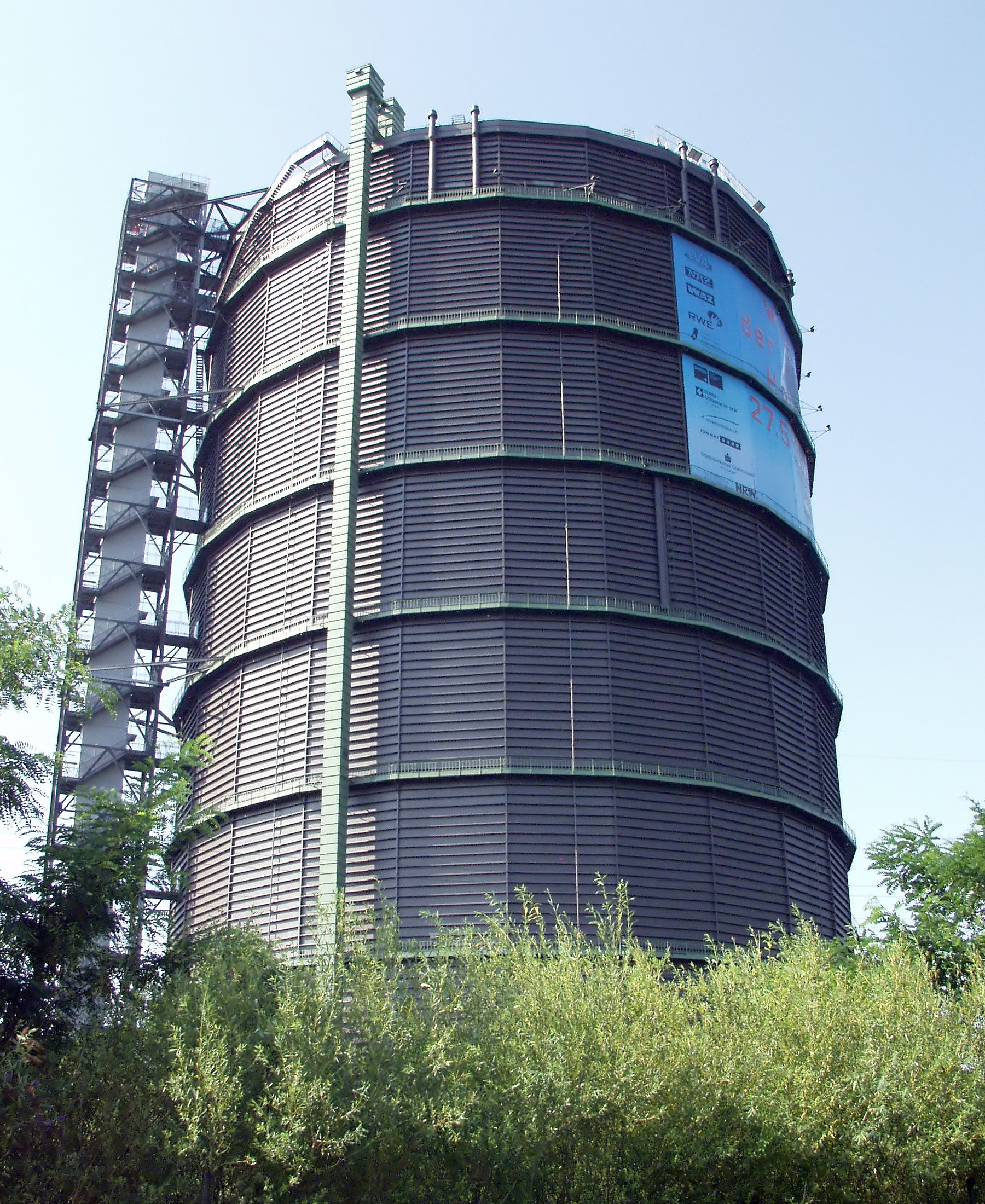
Gasometer
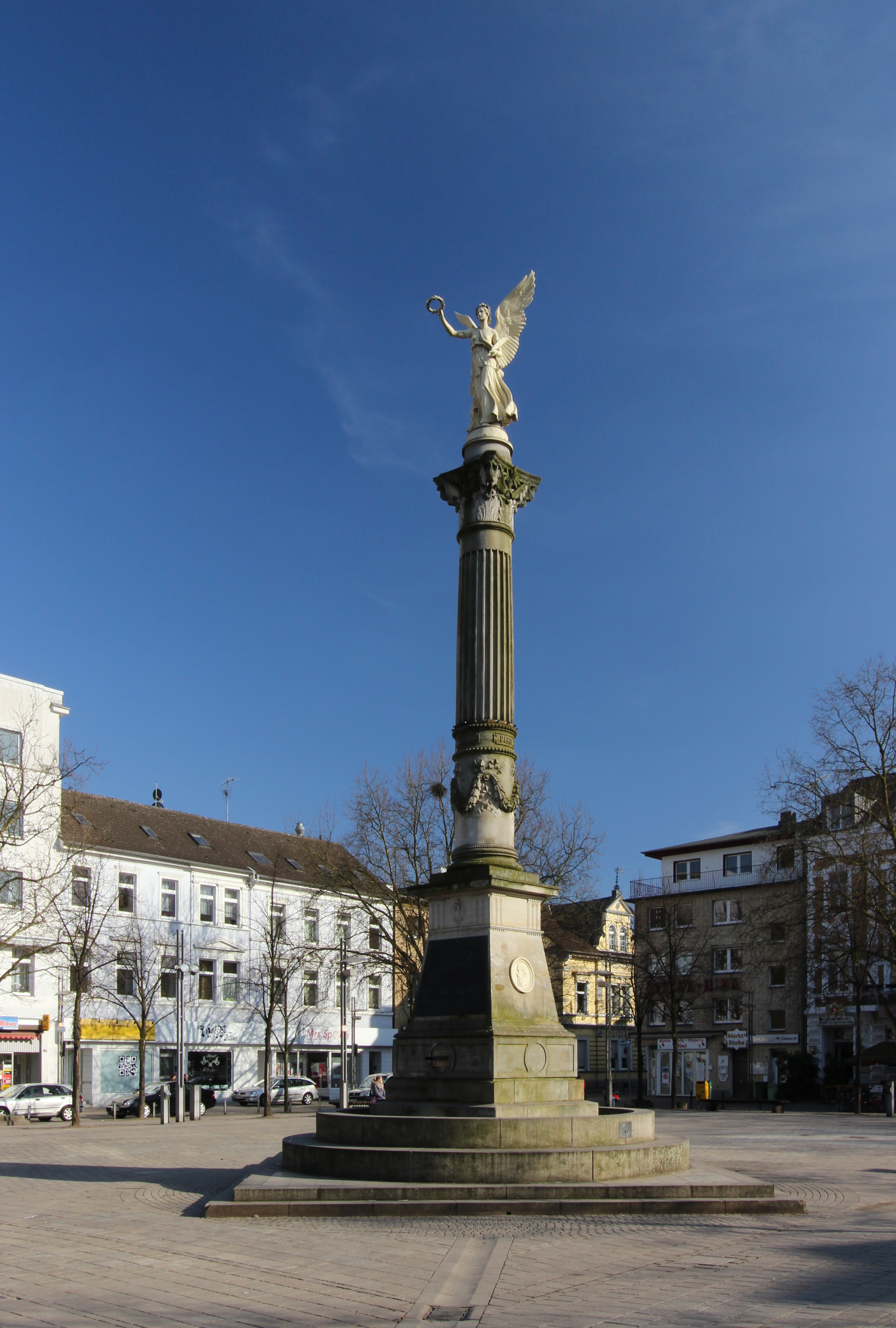
Siegessäule

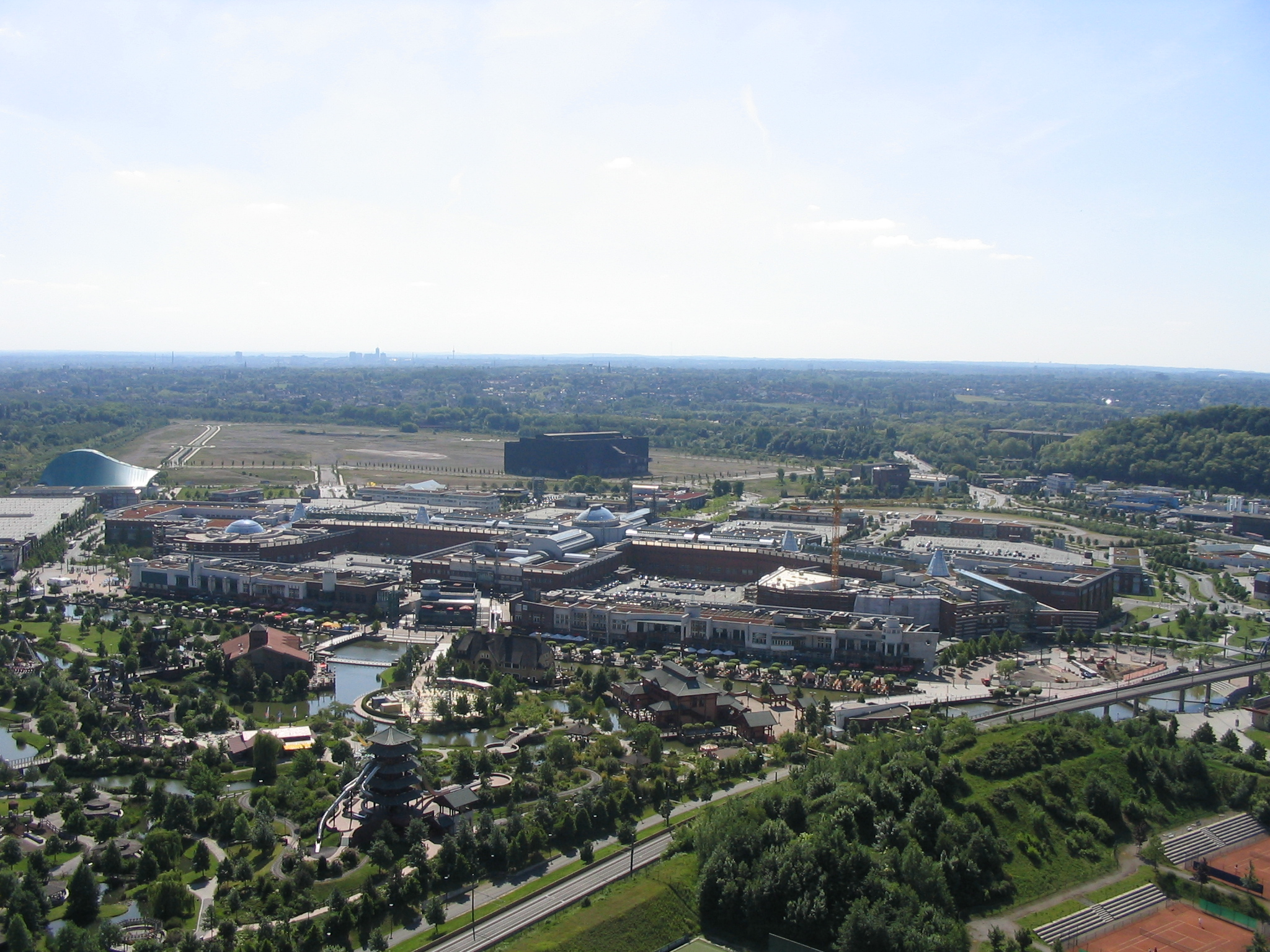
Blick vom Gasometer auf das CentrO mit dem Zentrum Essens am Horizont

Von besonderem architektonischen und städtebaulichen Interesse sind die zahlreichen Arbeitersiedlungen des 19. und 20. Jahrhunderts, darunter die Siedlung Eisenheim in Osterfeld, die älteste Arbeitersiedlung des Ruhrgebiets.
Zu den bemerkenswerten historischen bürgerlichen Wohnquartieren zählen das Rathausviertel und das Marienviertel in Alt-Oberhausen sowie die von der GHH für ihre Führungskräfte angelegte Siedlung Grafenbusch gegenüber dem Schloss.
Ein zukunftsweisender städtebaulicher Ansatz wird mit der Solarsiedlung in Holten realisiert. Hier entsteht seit 2007 im Rahmen des von der Landesregierung ausgerufenen Projektes 50 Solarsiedlungen in Nordrhein-Westfalen eine mit dem European Energy Award ausgezeichnete Siedlung, die mit einer Kombination von Photovoltaik und Wärmepumpentechnik nahezu CO2-neutral und ohne externe Energiezufuhr beheizt und mit Warmwasser versorgt wird.

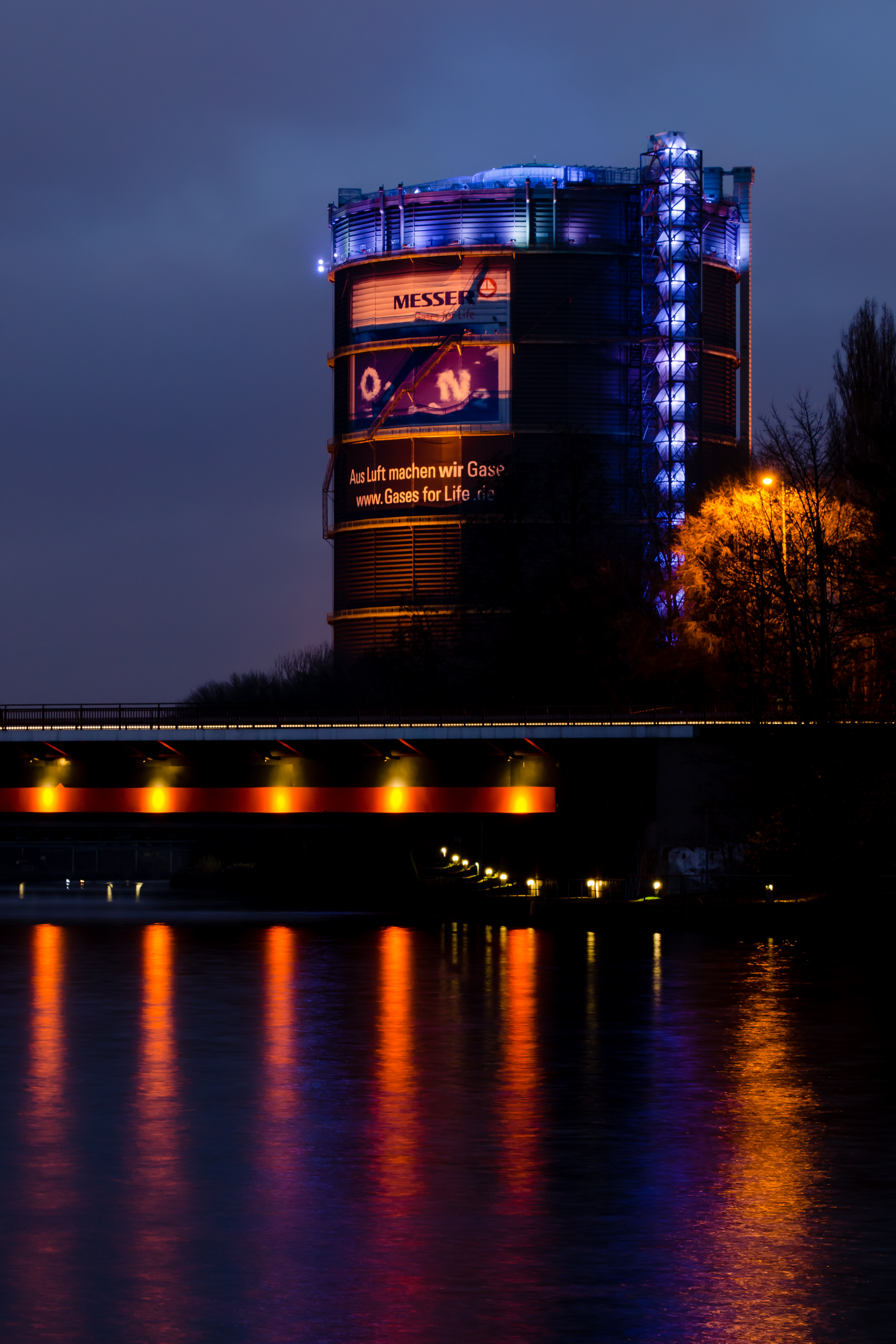
Abendliche Beleuchtung des Gasometers vom Rhein-Herne-Kanal aus gesehen

Ein weiteres bedeutendes Baudenkmal stellt das von dem Architekten Peter Behrens entworfene Hauptlagerhaus der Gutehoffnungshütte dar, das in gleichzeitig monumentaler und sachlicher Formgebung die Essener Straße beherrscht und gemeinsam mit Gasometer und Werksgasthaus an die einstige Gutehoffnungshütte erinnert. Heute dient das Backsteingebäude aus den 1920er Jahren als Depot des Rheinischen Industriemuseums.
In den 1990er Jahren entstand auf dem ehemaligen Industriegelände der Gutehoffnungshütte, später Thyssen, als weiteres Stadtzentrum die „Neue Mitte Oberhausen“ (CentrO). Durch städtebauliche Maßnahmen, die Ansiedlung von modernen Dienstleistungs- und Industrieunternehmen und durch umfangreiche Investitionen in die Infrastruktur wurde ein Strukturwandel vom Industriestandort zum Dienstleistungs- und Tourismusstandort vollzogen.
Das Einkaufszentrum CentrO bildet den Kern des Projektes. Weitere wichtige Bestandteile der „Neuen Mitte“ sind die Multifunktionshalle König-Pilsener-ARENA, der Freizeit- und Vergnügungspark CentrO.PARK, ein Multiplex-Kino, ein Erlebnis-Aquarium (Sea Life), die Heinz-Schleußer-Marina am Rhein-Herne-Kanal und eine Musicalhalle (Metronom Theater). Die „Neue Mitte“ hat sich inzwischen zum Publikumsmagnet der Stadt entwickelt. Zuletzt entstand ein Schwimmbad (Aquapark) in der Nähe der Marina.
Im September 2012 wurde ein Erweiterungsbau des CentrO eröffnet. Im Frühjahr 2013 ist die Eröffnung eines Ocean Adventure Park und des Legoland Discovery Centre geplant, die (wie SeaLife) beide von Merlin Entertainment betrieben werden.
Auf den Brachflächen des ehemaligen Elektrostahlwerks an der Osterfelder Straße sollte sich die Entwicklung der Neuen Mitte grundsätzlich noch fortsetzen. Allerdings haben sich die unter dem Namen O.Vision zu Beginn des Jahrtausends präsentierten Projekte bislang bestenfalls in Ansätzen verwirklichen lassen.
Am Rande der „Neuen Mitte“ befindet sich ein weiteres Wahrzeichen der Stadt, der ehemalige Gasometer der Gutehoffnungshütte. Im Rahmen der IBA Emscher Park wurde er zu einem Veranstaltungsort umgebaut. Das Dach des 117,5 m hohen Gasometers ist seitdem als Beobachtungsplattform zu Fuß oder per Aufzug zu erreichen und bietet eine eindrucksvolle Sicht auf die facettenreiche Kulturlandschaft des Ruhrgebietes. Durch wechselnde Ausstellungen und Installationen, unter anderem von Christo, Bill Viola oder Christina Kubisch hat der Gasometer als Ort kultureller Veranstaltungen überregionale Bedeutung erlangt.

### Sport

Logo des Fußballvereins Rot-Weiß Oberhausen

Mit mehr als 250 Vereinen bietet Oberhausen ein reiches Angebot an Sportmöglichkeiten. Hier finden sich neben allen Standardsportarten auch so ausgefallene Angebote wie Square Dance, Cheerleader-Dance oder Paintball. Der bekannteste Fußballverein Oberhausens ist Rot-Weiß Oberhausen, der 1904 gegründet wurde. Von 1969 bis 1973 spielte RWO in der Fußball-Bundesliga, konnte seitdem jedoch nicht mehr in die höchste Spielklasse zurückkehren. Auch vor Gründung der Bundesliga war RWO in der damals erstklassigen Oberliga West viele Jahre vertreten. 1974 war RWO Gründungsmitglied der 2. Fußball-Bundesliga. Durch viele Auf- und Abstiege brachte man es seitdem bisher insgesamt auf 18 Spieljahre in der Zweitklassigkeit. Der letzte Aufstieg dorthin gelang in der Saison 2007/08, als sich die „Kleeblätter“ in der Regionalliga Nord am Ende als Tabellenzweiter für die 2. Fußball-Bundesliga qualifizieren konnten. In den folgenden beiden Spielzeiten gelang jeweils der Klassenerhalt. In der Saison 2010/11 stieg RWO in die 3. Liga und in der Spielzeit 2011/12 in die Regionalliga West ab.
Erfolgreich ist im Basketball derzeit die Damenmannschaft von NBO92, die von 2002 bis 2016 in der 1. Damen-Basketball-Bundesliga spielte, in den Spielzeiten 2004/05 und 2013/14 Deutscher Vizemeister sowie 2011/12 Pokalsieger wurde. Die Tennisspieler des OTHC (Oberhausener Tennis- und Hockeyclub) spielten zeitweise in der 1. Tennis-Bundesliga; die Revierlöwen Oberhausen gehörten zeitweise der DEL an, der Verein ist jedoch inzwischen insolvent und aufgelöst. In der Saison 2007/08 gelang den Billardspielern des BC Oberhausen der Aufstieg in die Billard-Bundesliga, der Meistertitel wurde 2010, 2011, 2012 und 2013 bereits zum vierten Mal in Serie gewonnen. Der BCO ist damit deutscher Rekordmeister im Poolbillard. Der Oberhausener Schachverein 1887 spielt zurzeit (2014/15) mit sieben Mannschaften und einer Jugendmannschaft in der NRW-Klasse. Ihnen gelang in dieser Saison der Aufstieg in die NRW-Liga, so dass der Schachverein die nächste Saison drittklassig spielen wird. Am Spitzenbrett spielt seit 2001 Großmeister Vlastimil Hort, der 1977 Platz 7 der Weltrangliste einnahm. In der umgebauten Eishalle Vonderort vertreten die „Miners Oberhausen“ die Stadt im Inline-Skaterhockey, im November 2016 konnten sie sich für den Aufstieg in die Bundesliga qualifizieren. Der Tanzsportverein TC Royal Oberhausen war in den 1990er-Jahren mit einer Standardformation in der Bundesliga Standard vertreten. In der Saison 2024/25 tritt die Standardformation des Vereins wieder in der 1. Bundesliga Standard an. In Oberhausen aktiv ist ferner Cha Yong-kil, der den neunten und damit höchsten Dan besitzt, den man in Taekwondo haben kann. Diesen Meistergrad hat er ferner auch im Shaolin Kung Fu erlangt. Ferner ist er Präsident des Jidokwan Taekwondo Europe Verbands und Präsident des Welt-Kampfkunst-Bundes. Die drei mitgliederstärksten Vereine der Stadt heißen Turnerbund Osterfeld, TV Jahn Königshardt und Turnclub Sterkrade 1869. Ebenfalls gibt es einen Segelflugverein, den Flugsportverein Oberhausen und einen Ruderverein (Ruderverein Oberhausen). Das Judo-Team-Holten ist der erfolgreichste Judoverein der Stadt. Aktuell ist die erste Männermannschaft in der 2. Judo-Bundesliga vertreten und ist somit der am höchsten kämpfende Oberhausener Judoverein. Regelmäßig verzeichnet die Jugendabteilung des Vereins Erfolge auf Bezirksebene und zählt somit auch im Umkreis als einer der erfolgreichsten Vereine im Männer- und Jugendbereich.

### Regelmäßige Veranstaltungen
Die 1954 gegründeten, alljährlich stattfindenden Internationalen Kurzfilmtage Oberhausen sind ein Höhepunkt des Oberhausener Kulturlebens. Sie gelten als das älteste Kurzfilmfestival der Welt und sind im Laufe der vergangenen Jahrzehnte zu einem der wichtigsten internationalen Plattformen für dieses Filmformat geworden.
Erwachsen aus Kontakten, die seit 1952 bestehen, veranstaltet die Stadt Oberhausen eine multilaterale Jugendbegegnung, die sogenannte MULTI. Jedes zweite Jahr besuchen Gäste aus anderen Ländern – 2010 aus England (Middlesbrough), Estland (Tallinn), Israel (Jerusalem), Polen (Danzig), Türkei (Mersin), Ukraine (Saporischschja), Sardinien (Carbonia und Iglesias), Russische Föderation (Megion, Baschkortostan: Ufa), Rumänien (Bacău), der Volksrepublik China, Frankreich – die Stadt und ihre Umgebung. Für die Zeit ihres Aufenthalts in Oberhausen sind sie in Gastfamilien untergebracht und nehmen – zusammen mit Jugendlichen aus Oberhausen und Umgebung – an einem vielfältigen Programm teil. Die gastgebenden bzw. teilnehmenden Jugendlichen aus Oberhausen und Umgebung haben dann in dem darauf folgenden Jahr die Chance, für einen Gegenbesuch in diese Länder zu fahren. Aufgrund der dortigen Situation fand der Austausch mit Jerusalem (Israel) in den letzten Jahren nur in Oberhausen statt.
Die Multi 2010 war Teil des Projekts TWINS, des offiziellen Programms der Europäischen Kulturhauptstadt Ruhr 2010. Schirmherr war im Jahr 2010 der Musiker Peter Maffay.
Grundidee der MULTI ist der interkulturelle Austausch, bei dem die Jugendlichen Kompetenzen in den Alltag mitnehmen sollen, das Leben in einer multikulturellen globalen Gesellschaft führen zu können.
Die Sterkrader Fronleichnamskirmes ist ein Straßen- und Volksfest, das in der Innenstadt des Oberhausener Stadtteils Sterkrade stattfindet.
Traditionell findet am Tag vor Rosenmontag ein Straßenkarneval in der Innenstadt statt. Der stattfindende Umzug ist der größte Karnevalszug im Ruhrgebiet und einer der längsten im Rheinland. Bereits am Samstag vor Rosenmontag findet im Stadtteil Osterfeld der Kinderkarnevalszug statt. Auch er gehört zu den größten Umzügen des Landes. Rosenmontags findet die kleineren Umzüge in Vondern und Alstaden, der sogenannte „Pöstertreck“ statt.
Des Weiteren findet nun seit mehreren Jahren die Ruhr in Love im Oberhausener OLGA Park statt. Sie ist eine Openair-Technoveranstaltung, bei der über 300 Dj's auf 35 Floors auflegen. Die jährlich im Sommer stattfindende Veranstaltung besuchten im Jahr 2009 über 41.000 Freunde der Elektronischen Tanzmusik.
Der Oberhausener OLGA Park ist weiterhin einmal im Jahr Veranstaltungsfläche von Olgas Rock, einem kostenfreien Rockfestival, was seit 2000 in Oberhausen stattfindet. Das zweitägige Festival lockt mehr als 20.000 Besucher an.

## Infrastruktur und Wirtschaft

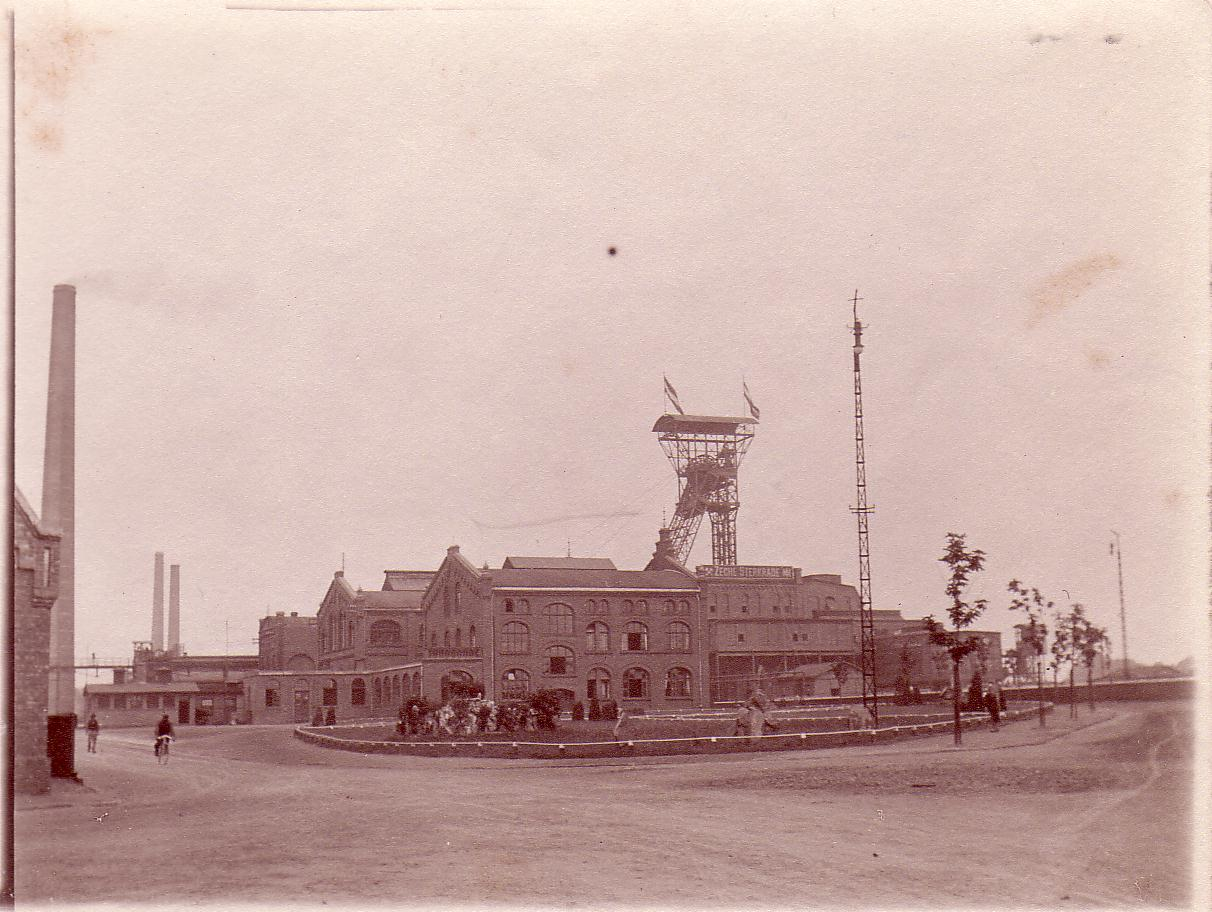
Zeche Sterkrade 1913

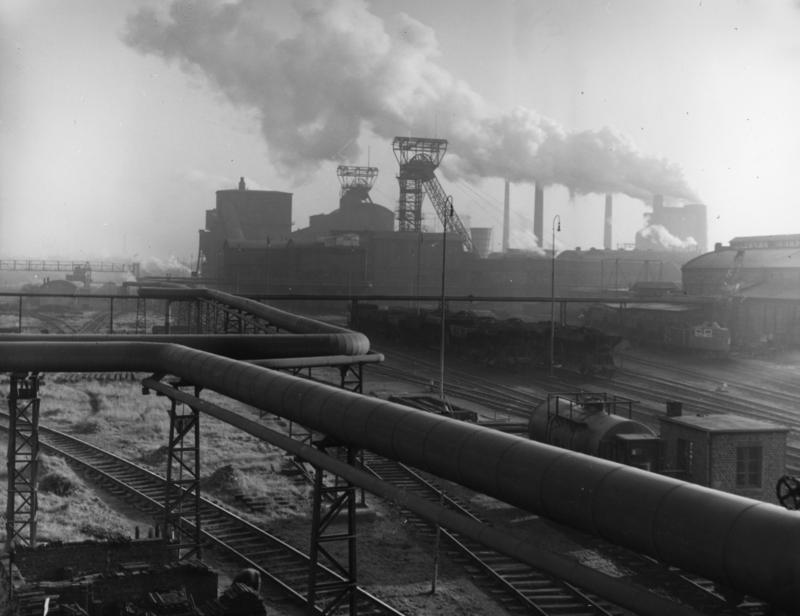
Blick auf die ehemalige Zeche Concordia 1959

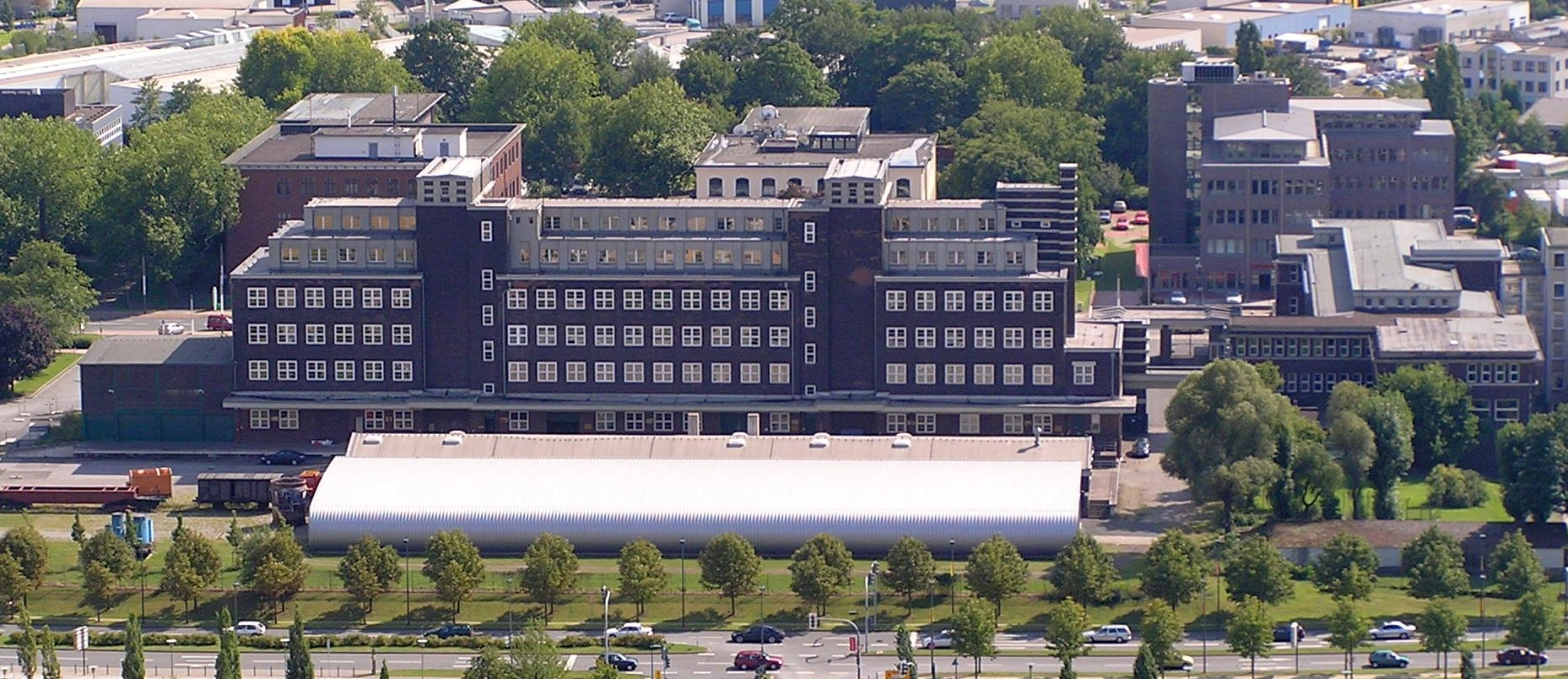
Ehemaliges Hauptlagerhaus der Gutehoffnungshütte (GHH)

Die Stadt Oberhausen verdankt ihre Entstehung dem Vorkommen von Erz und Kohle. Spielt das Erz schon wegen seiner mangelhaften Qualität nur eine kurze Rolle in der Stadtgeschichte, sind die Jahre zwischen dem Förderbeginn der Zeche Concordia im Jahr 1851 bis zur Stilllegung der letzten Zeche im Jahr 1992 vom Kohlebergbau und der damit verbundenen stahlerzeugenden und stahlverarbeitenden Industrie geprägt. Den Gründerjahren des Bergbaus in Oberhausen – neben der erwähnten Zeche Concordia, Zeche Roland (1855), Zeche Oberhausen (1858), Zeche Alstaden (1859) folgten als „Großzechen“ die Bergwerke Osterfeld (1879), später im Verbund mit der Zeche Sterkrade (Förderbeginn 1903) und das Bergwerk Jacobi mit einer Kokerei (1913), daneben als kleinere Schachtanlagen die Zechen Vondern und Hugo Haniel, beide schon 1932 während der großen Depression stillgelegt.
Nach dem Zweiten Weltkrieg hatte der Bergbau in Oberhausen wie überall im Ruhrgebiet noch einmal eine kurze Hochkonjunktur, die von 1958 bis zum Beginn der Bergbaukrise mit Absatzschwierigkeiten der Hausbrandzechen dauerte. Danach war der Bergbau eine Krisenbranche, deren Nöte auch an Oberhausen nicht vorbeigingen. Die Stilllegung der Zeche Concordia (1968) erzielte noch ein bundesweites Echo, während die Stilllegungen der Zechen Alstaden (1972), Jacobi (1974, Kokerei 1986) und Osterfeld (1992) fast ohne publizistische Beachtung blieben. Die Stadt Oberhausen weist heute eine – auch im Vergleich zu den übrigen Ruhrgebietsstädten – hohe Pro-Kopf-Verschuldung auf. Im Jahre 2016 erbrachte Oberhausen, innerhalb der Stadtgrenzen, ein Bruttoinlandsprodukt (BIP) von 5,864 Milliarden €. Das BIP pro Kopf lag im selben Jahr bei 27.769 € (Nordrhein-Westfalen: 37.416 €/ Deutschland 38.180 €), was der fünftniedrigste Wert unter allen kreisfreien Städten in Deutschland ist. In der Stadt gab es 2016 ca. 94.100 erwerbstätige Personen. Die Arbeitslosenquote lag im Dezember 2018 bei 9,7 % und damit deutlich über dem Durchschnitt von Nordrhein-Westfalen mit 6,4 %.
Der zweite Schauplatz des industriellen Niedergangs der Stadt, die Stahlindustrie, hier vor allem Stahlerzeugung, ging spektakulärer vor sich. Nach der Übernahme der Hüttenwerke Oberhausen AG, die nach dem Zweiten Weltkrieg aus dem GHH-Konzern zwangsweise ausgegliedert wurde, durch den Thyssen-Konzern wurden bis auf ein noch bis 1997 laufendes Elektrostahlwerk (Sprengung der Gebäude: 2006) alle Produktionsstätten stillgelegt, so dass auch hier über 13.000 Arbeitsplätze verloren gingen. Lediglich die Stahlverarbeitung – extrem spezialisiert auf exportgängige Produkte – hat sich in Oberhausen-Sterkrade bei der nunmehr zum MAN-Konzern gehörenden „Rest-GHH“ gehalten und bietet dort noch rund 1.500 Arbeitsplätze.
Die Arbeitsplatzverluste bei Kohle, Stahl und verarbeitendem Gewerbe allgemein – meist als per saldo Zahl mit 40.000 angegeben – liegen in der Realität weit höher. Wird etwa das Jahr 1960 als Vergleichszeitpunkt genommen, so differieren die Arbeitsplatzzahlen um 53.000.
Mit der Neuen Mitte Oberhausen hat die Stadt erfolgreich den Strukturwandel umgesetzt und sich als Einkaufs- und Freizeitstandort bundesweit etabliert. Die Arbeitsplatzgewinne in diesem Segment belaufen sich nach Studien des Amts für Statistik und Wahlen auf etwa 10.000 sozialversicherungspflichtige Arbeitsplätze. Rund 25 Millionen Kunden zählt allein das Einkaufszentrum CentrO, weitere elf Millionen Tagestouristen besuchen die übrigen Freizeiteinrichtungen, wie Großaquarium, Spaßbad oder Veranstaltungsarena. Weitere touristische Schwerpunkte sind Großveranstaltungen, wie etwa der größte Karnevalszug im Ruhrgebiet, der am Tulpensonntag durch Alt-Oberhausen zieht, die Sterkrader Fronleichnamskirmes, die mit rund 400 Schaustellern zu den größten Kirmesveranstaltungen in Deutschland zählt oder der bekannte Weihnachtsmarkt am Centro. Die zur Bewertung eines Einzelhandelsstandortes relevante Zentralitätskennziffer liegt inzwischen bei knapp 145. Oberhausen hat sich innerhalb der letzten Jahre durch das Centro, aber auch durch die Einkaufscenter Sterkrader Tor und Bero Oberhausen als die Einkaufsstadt des Ruhrgebiets etabliert. Zu Weihnachten steuern pro Tag weit über 200 Reisebusse die Stadt Oberhausen an. Oberhausen gehört bei der Gewerbesteuer als auch bei der Grundsteuer zu den Städten mit den höchsten kommunalen Steuern in Deutschland.
Im Liricher Industriegebiet Zum Eisenhammer haben sich im Laufe der Jahre Unternehmen aus dem Bereich der Logistik, der Textilindustrie, der Haushaltswaren sowie der Freizeitbranche etabliert.

### Bildung und Forschung
Oberhausen ist Deutschlands bevölkerungsreichste Stadt ohne Universität oder Fachhochschule.
Einige Studiengänge und Weiterbildungsmöglichkeiten in den Fächern Soziale Arbeit, Sozialpädagogik, Medizin, Psychologie, Pflegemanagement und Gesundheitswissenschaft bietet das gemeinnützige Bildungsunternehmen Medikon GmbH an. Vor Ort vertreten ist auch die Verwaltungs- und Wirtschafts-Akademie Oberhausen-Mülheim.
Die Stadt verfügt über das komplette Angebot an allgemeinbildenden und beruflichen Schulen:
- fünf Gymnasien:
  - Bertha-von-Suttner-Gymnasium
  - Elsa-Brändström-Gymnasium
  - Sophie-Scholl-Gymnasium
  - Freiherr-vom-Stein-Gymnasium
  - Heinrich-Heine-Gymnasium
- vier Gesamtschulen
  - Heinrich-Böll-Gesamtschule
  - Fasia-Jansen-Gesamtschule, ehemals Gesamtschule Alt-Oberhausen
  - Gesamtschule Osterfeld
  - Gesamtschule Weierheide
- drei Berufskollegs
  - Hans-Sachs-Berufskolleg
  - Hans-Böckler-Berufskolleg
  - Käthe-Kollwitz-Berufskolleg
- drei Realschulen
  - Anne-Frank-Realschule
  - Friedrich-Ebert-Realschule
  - Theodor-Heuss-Realschule

Ferner gibt es in Oberhausen eine Volkshochschule, eine Mal- und Musikschule sowie ein Studienseminar für Lehrämter an Schulen.
Oberhausen ist Sitz der Deutschen Hörfunkakademie. Ebenfalls in Oberhausen angesiedelt ist das Fraunhofer-Institut für Umwelt-, Sicherheits- und Energietechnik (UMSICHT).

### Medien
Der Regionalsender Antenne Ruhr versorgte die beiden Städte Oberhausen und Mülheim an der Ruhr seit dem 1. September 1990 mit Unterhaltung und regionalen Neuigkeiten. Am 5. August 2007 wurde der Sender aufgeteilt und strahlt jetzt als Radio Oberhausen und als Radio Mülheim aus.
Die Radio NRW GmbH auf der Essener Straße in Oberhausen liefert das Rahmenprogramm für sämtliche Lokalradios in NRW.
Die Lotta. Antifaschistische Zeitung aus NRW, Rheinland-Pfalz und Hessen hat ihre Kontaktadresse in Oberhausen.

### Verkehr

#### Luftverkehr
An den nationalen und internationalen Luftverkehr ist Oberhausen über den Flughafen Düsseldorf, den Flughafen Köln/Bonn, den Flughafen Münster/Osnabrück, den Flughafen Dortmund und den Flughafen Niederrhein angeschlossen. Außerdem gibt es in der Nähe noch die Verkehrslandeplätze Essen/Mülheim und Dinslaken/Schwarze Heide.

#### Schienen- und Busverkehr

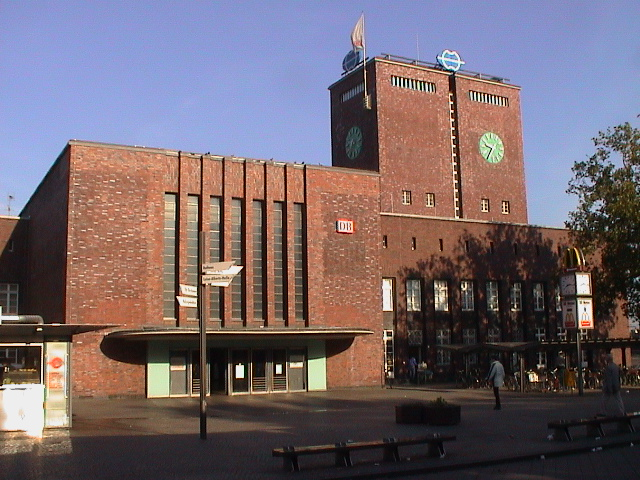
Hauptbahnhof von 1934 im Stil der klassischen Moderne

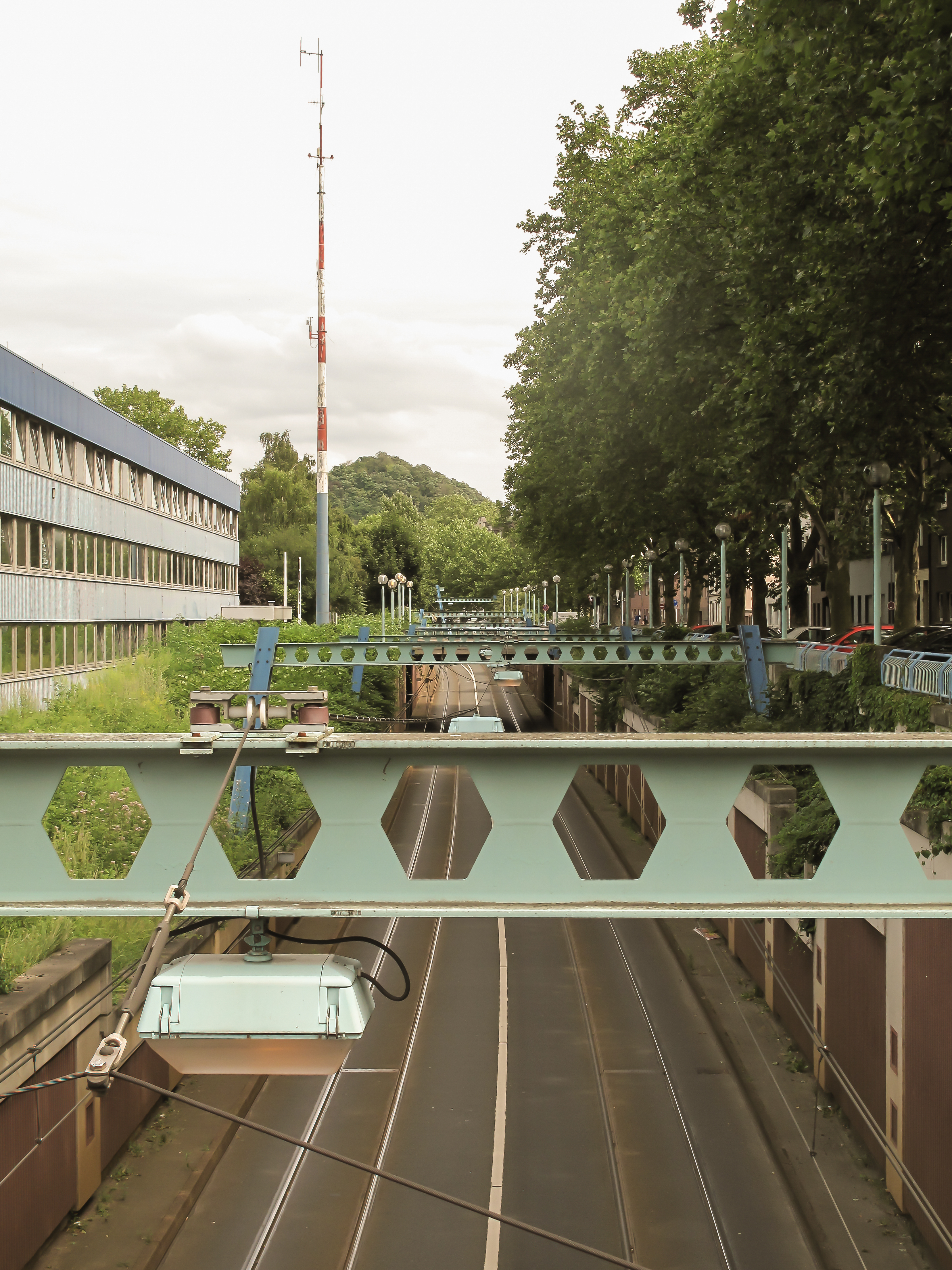
Haltestelle Feuerwache

Bereits 1847 wurde Oberhausen durch die Cöln-Mindener Eisenbahn an das Eisenbahnnetz angeschlossen. Im Schienenpersonenfernverkehr verkehren ab Oberhausen Hbf der ICE International Amsterdam Centraal – Utrecht Centraal – Köln Hbf – Frankfurt (Main) Hbf / Basel SBB und die IC-Linie Norddeich Mole–Münster–Köln–Koblenz. Ein Zugpaar ist zeitweise nach Konstanz verlängert. Bis 2016 hielten in Oberhausen die CityNightLine-Züge „Pegasus“ Amsterdam Centraal – Karlsruhe Hbf – Zürich HB und „Pollux“ Amsterdam Centraal – München Hbf. Von Dezember 2006 bis Dezember 2007 bzw. ab Dezember 2010 verkehrte zusätzlich der ICE von Oberhausen Hbf über Duisburg, Düsseldorf, Köln Hbf, Frankfurt Flughafen, Würzburg, Nürnberg und Ingolstadt nach München, seinerzeit als Ersatz für die aufgrund einer Baustelle aufgehobene Verbindung ab Essen Hbf. Im Güterverkehrsbereich existieren in Oberhausen der große Rangierbahnhof Oberhausen-Osterfeld und der Verschiebebahnhof Oberhausen West.
Im Schienenpersonennahverkehr (SPNV) verkehren der Rhein-Emscher-Express (RE 3), der Rhein-Express (RE 5), der grenzquerende Rhein-IJssel-Express (RE 19), Fossa-Emscher-Express (RE 44), Wupper-Lippe-Express (RE 49) sowie die Regionalbahn-Linien 32, 33, 35, 36 und die S-Bahn-Linie 3. Außer dem Hauptbahnhof gibt es drei weitere Bahnhöfe bzw. Haltepunkte; dies sind: Sterkrade, Holten und Osterfeld Süd.
Durchgeführt wird der Schienenpersonennahverkehr (SPNV) von der DB Regio NRW, der VIAS Rail, der Eurobahn und der NordWestBahn GmbH. Den weiteren öffentlichen Personennahverkehr (ÖPNV) in Oberhausen führen neben der STOAG als örtlichem Unternehmen vier weitere Nahverkehrsbetriebe aus: die DVG, die Ruhrbahn, die NIAG und die Vestischen Straßenbahnen GmbH.
Die ÖPNV-Trasse Oberhausen ist eine Straßenbahn- und Bustrasse, welche im Zuge des Neubaus des CentrO gebaut wurde. Auf ihr verkehrt neben einer Reihe von Buslinien wieder die Straßenbahn-Linie 112 von Mülheim an der Ruhr über den Hauptbahnhof bis zum Bahnhof Sterkrade. Ende Oktober 2004 wurde diese Strecke um einen 800 m langen Abschnitt zum Sterkrader Neumarkt verlängert, welcher in Gegenrichtung von Linienbussen mitbenutzt werden kann. Von 2015 bis 2018 sollte die ÖPNV-Trasse um einen Ast zur Stadtgrenze Essen ergänzt werden, um die Linie 105 der Straßenbahn Essen von ihrer Endstelle an der Grenze dieser Städte bis nach Oberhausen zu verlängern. Es war beabsichtigt, so eine attraktive Verbindung zwischen Oberhausen und Essen zu schaffen. Trotz großer Fürsprache von Land, IHK, RVR, VRR und anderen Institutionen wurden diese Planungen durch einen Ratsbürgerentscheid am 8. März 2015 vorläufig gestoppt. Die Pläne sind jedoch im November 2015 in den ÖPNV-Bedarfsplan des Landes angemeldet worden. Außerdem ist das Infrastrukturprojekt im Nahverkehrsplan 2017 fortgeschrieben worden.
Für den gesamten ÖPNV gelten der Tarif des Verkehrsverbundes Rhein-Ruhr (VRR) und tarifraumüberschreitend der NRW-Tarif.

#### Straße
Das Autobahnkreuz Oberhausen im Norden der Stadt zählt zu den wichtigsten Autobahnknoten in Nordrhein-Westfalen, weil sich dort die beiden europäischen Magistralen Niederlande – Frankfurt am Main – Österreich – Südosteuropa und Belgien – Deutschland – Osteuropa kreuzen. Neben dem Autobahnkreuz Oberhausen gibt es in Oberhausen noch das Autobahnkreuz Oberhausen-West sowie nahe dem Stadtteil Alstaden das Autobahnkreuz Kaiserberg.
Oberhausen ist über die nachfolgend aufgeführten Bundesautobahnen und Anschlussstellen (AS) an das Fernstraßennetz angebunden. Die Abschnitte durch Oberhausen sind kursiv dargestellt.
| A 2 (E 34)  | AK Oberhausen (A 3) – AD Bottrop (A 31) – Dortmund – Hannover – Magdeburg – Berliner Ring AS 2 Oberhausen-Königshardt |
| A 3 (E 35)  | Den Haag/Amsterdam/Arnheim (A 12) – AK Oberhausen (A 2; A 516) – AK Oberhausen-West (A 42) – AK Kaiserberg (A 40) – Düsseldorf – Köln – Frankfurt a. Main – Würzburg – Nürnberg – Regensburg – Passau AS 9 Dinslaken-Süd, AS 11 Oberhausen-Holten, AS 13 Oberhausen-Lirich          |
| A 31        | Emden – Leer – AK Schüttorf – Oberhausen AS 42 AD Bottrop Die A31 besitzt zwar keine Anschlussstelle in Oberhausen und berührt auch nicht das Oberhausener Stadtgebiet, wird jedoch auf der gesamten Länge nach Oberhausen ausgeschildert.                                          |
| A 40 (E 34) | Eindhoven/Venlo (A 67) – Duisburg – AK Kaiserberg (A 3) – Mülheim a. d. Ruhr – Essen – Dortmund/Kassel (A 44) AS 15 Mülheim/Oberhausen-Alstaden, AS 16 Mülheim-Styrum, AS 17 Mülheim-Dümpten                                                                                        |
| A 42        | Kamp-Lintfort (A 57) – Duisburg – AK Oberhausen-West (A 3) – Oberhausen – Gelsenkirchen – Castrop-Rauxel (A 45) AS 9 Oberhausen-Buschhausen, AS 10 Oberhausen-Zentrum, AS 11 Oberhausen-Neue Mitte                                                                                  |
| A 59        | Bonn/Köln/Leverkusen/Düsseldorf – Duisburg – Dinslaken/Wesel (B 8) AS 3 Duisburg-Walsum/Oberhausen-Holten Die A59 besitzt zwar keine Anschlussstelle in Oberhausen und berührt auch nicht das Oberhausener Stadtgebiet, wird jedoch an der Ausfahrt nach Oberhausen ausgeschildert. |
| A 516       | Abzweig Oberhausen (AK Oberhausen – Oberhausen-Eisenheim) AS 2 Oberhausen-Sterkrade, AS 3 Oberhausen-Eisenheim Die A516 ist die einzige Autobahn, die auf ihrer Gesamtlänge nur durch Oberhausener Stadtgebiet verläuft.                                                            |

Durch das Stadtgebiet von Oberhausen führen die Bundesstraßen B 8, B 223 und B 231. Seit August 2008 wurde die L 21 zwischen der A 3 AS Dinslaken-Süd/OB-Schmachtendorf und der A 59 AS Dinslaken-Hiesfeld zur B 8 hochgestuft, so dass der Oberhausener Norden nunmehr auch an das Bundesstraßennetz angeschlossen ist.

#### Radverkehr
Oberhausen ist seit 2001 Mitglied in der Arbeitsgemeinschaft fahrradfreundliche Städte und Gemeinden in Nordrhein-Westfalen. Die Stadt erzielte 2020 beim Fahrradklimatest des ADFC unter 26 Städten von 200.000 bis 500.000 Einwohnern mit einer Gesamtbewertung von 4,01 den zwölften Platz. Wie auch an anderer Stelle im Ruhrgebiet wurden in Oberhausen mehrere Trassen ehemaliger Zechenbahnen in Rad- und Wanderwege umgewandelt. Diese ermöglichen fast kreuzungsfreie Radtouren von der Emscherzone im Kern der Stadt bis hinaus in die Wälder der Kirchheller Heide nördlich von Oberhausen.

#### Wasser

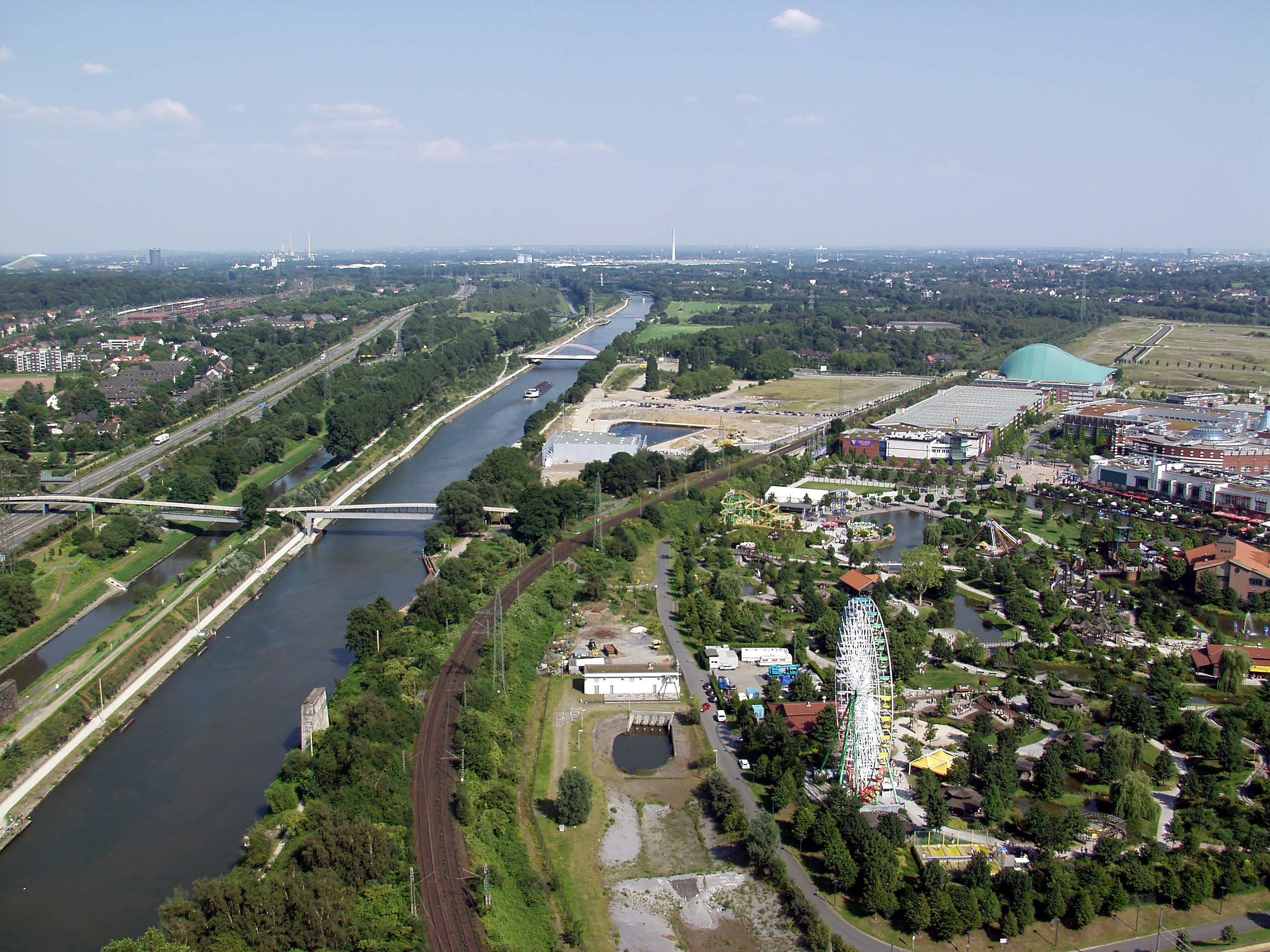
Rhein-Herne-Kanal, auf der rechten Seite der CentrO-Park

Der Rhein-Herne-Kanal verläuft von Ost nach West größtenteils parallel zur Emscher. Im Bereich der Neuen Mitte Oberhausen liegt am Rhein-Herne-Kanal mit der Marina Oberhausen ein neuer Freizeit- und Sportboothafen. Am Rhein-Herne-Kanal gibt es zudem weitere Häfen und Anlegestellen für die Binnenschifffahrt.

### Ansässige Unternehmen
Ein großer Arbeitgeber mit etwa 1.500 Mitarbeitern am Standort Oberhausen ist der Maschinenbauer MAN Energy Solutions SE, vormals ein Teil der MAN-Gruppe, hervorgegangen aus der ehemaligen Gutehoffnungshütte in Sterkrade. Die Firma, die das ehemalige Werk III der GHH benutzt, ist inzwischen eine direkte Tochter der Volkswagen AG. Am Standort in Sterkrade werden Kompressoren sowie Dampf- und Gasturbinen produziert.
Die 1995 aus der MAN-GHH hervorgegangene GHH Radsatz ist im ehemaligen Werk II der GHH in der Nähe der Sterkrader Innenstadt ansässig. Sie beschäftigt rund 270 Mitarbeiter und stellt Radsätze her. 2014 fusionierte sie mit der tschechischen Bonatrans-Gruppe.
Bei OQ Chemicals in Oberhausen-Holten sind rund 800 Mitarbeiter in sieben Standortgesellschaften beschäftigt. Die Firmenzentrale wurde 2017 aufgrund der günstigeren Gewerbesteuer nach Monheim verlegt, wodurch etwa 100 Arbeitsplätze wegfielen. OQ ging aus der 1928 gegründeten Ruhrchemie hervor.
Das Katholische Klinikum Oberhausen betrieb drei Krankenhäuser (St. Josef, St. Clemens und St. Marien), eine Hospiz und ein Pflegezentrum und hatte 2018 etwa 2.370 Mitarbeiter. Nach der Insolvenz im Jahre 2019 wurde es von der Ameos-Gruppe übernommen. Ameos behält zunächst die Mitarbeiter und die Standorte.
Die Stadtverwaltung beschäftigte (2012) 2.122 Mitarbeiter.
Die Bäckerei Horsthemke ist eine der größten Bäckereien in ganz Nordrhein-Westfalen. Schon seit 1895 liegt der Stammsitz des Unternehmens in Oberhausen. Insgesamt werden rund 1400 Mitarbeiter beschäftigt.
Die Stadtwerke Oberhausen sind für den ÖPNV der Stadt zuständig und haben etwa 400 Mitarbeiter.
Im Jahr 2004 eröffnete der Lebensmittelgroßhändler Lekkerland im Waldteich-Gelände ein Logistikzentrum. Hier sind rund 500 Mitarbeiter beschäftigt. Die Firma beliefert vor allem Kioske und Tankstellen.
Die Firma Lenord+Bauer fertigte bis 2012 hier Sensoren, Servomotoren und elektronische Steuerungselemente für eine Vielzahl von Industriezweigen. Sie ist Marktführer im Bereich Sensoren für Hochgeschwindigkeitsspindel. Die Produktion zog 2012 nach Gladbeck, Firmenzentrale und Forschung sind weiterhin in Königshardt. Sie beschäftigt etwa 100 Mitarbeiter in Oberhausen; 150 Mitarbeiter sind bei der Produktion in Gladbeck beschäftigt.
Kodi, der größte Haushaltswaren-Discounter Deutschlands, ist seit der Gründung 1981 in Oberhausen ansässig. Die Firmenzentrale, das Zentrallager und der Online-Shop befinden sich im Gewerbegebiet Zum Eisenhammer in Lirich. Dort sind etwa 150 Mitarbeiter beschäftigt.
Ebenfalls in Lirich befindet sich die Firma Intocast AG. Das Unternehmen geht aus der 1970 gegründeten Fabrik für feuerfeste Steine der Wülfrather Feuerfest und Dolomitwerke hervor, die 2008 schließlich vom brasilianischen Feuerfest-Produzenten Magnesita übernommen wurde. 2017 kam das Werk nach der Fusion von RHI und Magnesita schließlich zur Intocast AG. Im Werk sind 110 (2009) Mitarbeiter beschäftigt.
Die GMVA Niederrhein betreibt seit 1972 ein Müllheizkraftwerk in Lirich. Dafür wurde das stillgelegte Kraftwerk der Zeche Concordia umgerüstet. Sie bietet etwa 150 Arbeitsplätze.
Die Firma HKO Isolier- und Textiltechnik fertigt seit 1984 feuerfeste Garne, Schutzkleidungen und Hochtemperaturdichtungen. Es sind etwa 100 Mitarbeiter beschäftigt.
Die Firma Franken Apparatebau ist auf die Fertigung von Apparaten und Rohrleitungen für Unternehmen unterschiedlicher Branchen wie Chemie, Schwefelsäure-, Stahl- und Nichteisen-Industrie oder Anlagenbau spezialisiert. Sie bietet etwa 90 Arbeitsplätze.
Seit 1889 besteht die Firma Klinger Kempchen GmbH, die u. a. Dichtungen herstellt und etwa 220 Mitarbeiter beschäftigt. Früher wurden auch Riemen für Förder- und Dampfmaschinen sowie auch „Arschleder“ für die vielen Zechen im Ruhrgebiet produziert. Die Firma wurde 2004 von der Klinger-Gruppe aus Österreich übernommen und zog 2007 vom Werk an der Alleestraße zum Waldteich-Gelände.
1984–2005 war hier die Elektrikfirma BEKA ansässig, nach Insolvenz und Neugründung 2005 jetzt eltec. Sie stellt u. a. Schaltanlagen her und bietet auch entsprechende Dienstleistungen an. Sie hat etwa 20 Mitarbeiter.
Die Firma Hilti hat seit 1984 ihr Hauptlager für den Bereich Deutschland und Benelux-Länder in Oberhausen. Hier sind etwa 100 Mitarbeiter beschäftigt.
Neben Handwerk und Industrie, haben einige größere Agenturen, wie die bgp e.media, Contact, move:elevator, Online-Genies und Dogfish Studios, ihren Sitz in Oberhausen.
Das Landesamt für Datenverarbeitung und Statistik Nordrhein-Westfalen unterhält in Oberhausen eine Außenstelle mit rund 150 Beschäftigten, deren Aufgabenschwerpunkt die Aufbereitung amtlicher Statistiken ist.
Seit 1970 in Oberhausen ansässig ist der Assoverlag, der heute vorrangig Belletristik, Anthologien, Biografien und Sachbücher aus der Region veröffentlicht. Das bei Asso erschienene politische Volksliederbuch – Lieder gegen den Tritt – war lange Zeit Kult in linken Studentenkreisen. Im Jahr 1996 wurde der Athena-Verlag gegründet, der vor allem geistes- und gesellschaftswissenschaftliche Fachbücher veröffentlicht. 2011 wurde der Verlag Nicole Schmenk gegründet, der sich auf Bandbiographien und Forschungen aus dem Bereich Heavy Metal sowie auf Literatur aus NRW, Fantasy und Geschichtswissenschaft spezialisiert hat.

### Ehemalige Unternehmen
Die GHH Fahrzeuge ging 1995 aus der MAN-GHH hervor und stellte hier Muldenkipper, Flugzeugschlepper und Fahrlader her. 2007 zog die Firma nach Gelsenkirchen.
Die GHH Schraubenkompressoren ging ebenfalls 1995 aus der MAN-GHH hervor und stellte hier mit ungefähr 300 Mitarbeitern Schraubenverdichter her. 1998 vom amerikanischen Ingersoll Rand übernommen, wurde das Werk 2019 geschlossen.
Ein anderer großer Arbeitgeber war der Oberhausener Anlagenbauer Babcock Borsig, welcher im Jahr 2002 Insolvenz anmeldete. Vormals Gründungsmitglied des DAX, geriet das Unternehmen in den 90er-Jahren in eine schwere Krise. Trotz Sanierungsmaßnahmen und Bemühungen des Bundes gelang es nicht mehr, das Unternehmen vor der Insolvenz zu retten. Im Stammwerk Oberhausen waren im Jahre 2002 etwa 2.500 Mitarbeiter beschäftigt, hier wurden Dampfkessel sowie Kessel- und Kraftwerkszubehör produziert.
Bis 2017 besaß die Firma Dresser-Rand in Buschhausen ein Turbinenwerk. Die Firma war 1956 als Kuhnert Turbinen gegründet worden und wurde 1970 von der amerikanischen Firma Terry Steam Turbine übernommen. Aus ihr ging dann die Dresser-Rand hervor, die ihrerseits 2015 von Siemens übernommen wurde. Siemens beschloss die Verlagerung ins Ausland und schloss das Werk. Es fielen rund 100 Arbeitsplätze weg.
- 1758–1986 Gutehoffnungshütte (wurde 1986 als MAN neu strukturiert, der Firmensitz nach München verlegt)
- 1824–1975 Drahtseilwerke Hermann Kleinholz (auf dem ehem. Fabrikgelände stand später die Möbelstadt Rück)
- 1850–1968 Concordia AG (seit 1926 Tochter der Schering AG)
- 1855–1981 AG des Altenbergs (heute Sitz des LVR-Industriemuseums)
- 1857–1984 Gußstahlwerk Hermann Sellerbeck
- 1868–1909 Franz Hohmann Porzellanfabrik
- 1870–1994 Ludwigshütte (Eisengießerei)
- 1872–1974 Grillo-Werke (Zinkwalzwerk)
- 1877–1979 Oberhausener Glasfabrik Funke & Becker (Fabrikanlage 1981 abgebrochen)[101]
- 1890–198? Brotfabrik Funke-Kaiser
- 1903–1966 Rheinische Polstermöbelwerke Carl Hemmers (Einstellung der Produktion)
- 1953–1997 Hüttenwerk Oberhausen AG, später Thyssen Niederrhein AG
- 1956–2017 Dresser-Rand
- 1968–2005 RAG Aktiengesellschaft (zuletzt Bergwerk Lohberg-Osterfeld)
- 1995–2007 GHH Fahrzeuge
- 1995–2019 GHH RAND
- 2004–2013 Babcock Gießerei (aus der insolventen Babcock Borsig hervorgegangen)
- 2004–2019 Babcock Production Solutions (aus der insolventen Babcock Borsig hervorgegangen)

## Persönlichkeiten

### Ehrenbürger
Die Stadt Oberhausen hat folgenden Personen das Ehrenbürgerrecht verliehen. Die Auflistung erfolgt chronologisch nach Verleihungsdatum.
- 1893: Friedrich Bellingrodt, Oberhausener Apotheker
- 1895: Otto von Bismarck, Reichskanzler
- 1899: Carl Lueg, Vorstandsvorsitzender der GHH
- 1908: Gottfried Ziegler, Vorstandsvorsitzender der GHH
- 1930: Berthold Otto Havenstein, Oberbürgermeister von 1906 bis 1930
- 1933: Paul von Hindenburg, Generalfeldmarschall und Reichspräsident (1945 aberkannt)
- 1933: Adolf Hitler, Reichskanzler (1945 aberkannt)
- 1933: Carl Steinhauer, Musikdirektor
- 1938: Paul Reusch, Vorstandsvorsitzender der GHH
- 1945: Hermann Kellermann, Vorstandsvorsitzender der GHH (1947 zurückgegeben)
- 1956: Gerhard Wirtz, Erzbischöflicher Rat und Ehrendechant
- 1998: Friedhelm van den Mond, Oberbürgermeister von 1979 bis 1997

### Fiktive Personen
Fiktive Personen, die in Oberhausen geboren wurden:
- Hermann Josef Matula (* 18. März 1949), Hauptcharakter in der ZDF-Krimiserie Ein Fall für zwei [103]

### Monografien
- Abenteuer Industriestadt Oberhausen 1874–1999. Beiträge zur Stadtgeschichte, hrsg. von der Stadt Oberhausen. Laufen, Oberhausen 2001, ISBN 3-87468-172-6.
- Walter Brune, Holger Pump-Uhlmann: Centro Oberhausen – Die verschobene Stadtmitte. Ein Beispiel verfehlter Stadtplanung. IZ, Wiesbaden 2009, ISBN 978-3-940219-09-1.
- Vera Bücker: Niedergang der Volkskirchen – was kommt danach? Kirchlichkeit und Image der Kirchen in einer Ruhrgebietsstadt. LIT-Verlag, Münster 2005, ISBN 3-8258-8986-6.
- Magnus Dellwig / Peter Langer (Hrsg.): Oberhausen. Eine Stadtgeschichte im Ruhrgebiet. 4 Bde. Aschendorff, Münster 2012. ISBN 978-3-402-12960-9.
- Christoph Eger: Das fränkische Gräberfeld an der Weseler Straße und die frühmittelalterliche Besiedlung im Stadtgebiet von Oberhausen, in: Otto Dickau und Christoph Eger (Hrsg.): Emscher - Beiträge zur Archäologie einer Flusslandschaft im Ruhrgebiet, Münster 2014, S. 105–137. (academia.edu)
- Günter Hegermann: Steinkohlenbergbau in Oberhausen 1847–1992. Laufen, Oberhausen 1995. ISBN 3-87468-128-9.
- Erich Keyser (Hrsg.): Rheinisches Städtebuch. (Deutsches Städtebuch – Handbuch städtischer Geschichte, Bd. III,3) Kohlhammer, Stuttgart 1956, S. 328–336.
- Peter Korte: Du mein Oberhausen – Ein starkes Stück Ruhrgebiet, Anno-Verlag, Ahlen 2024. ISBN 978-3-949145-14-8.
- Werner Krötz: Die Industriestadt Oberhausen. (Geschichtlicher Atlas der Rheinlande, Beiheft IV/5) Rheinland-Verlag, Köln 1985. ISBN 3-7927-0876-0.
- Bernhard Mensch und Peter Pachnicke (Hrsg.): Park-Stadt Oberhausen. Wiedergeburt eines historischen Stadtzentrums moderner Architektur. Fotografien von Thomas Wolf. Ludwiggalerie Schloss Oberhausen 2004. ISBN 3-932236-14-9.
- Tim Michalak: Zwischen Gasometer und CentrO. Entdeckertouren. Bachem, Köln 2007. ISBN 3-7616-2141-8.
- Fritz Mogs: Die sozialgeschichtliche Entwicklung der Stadt Oberhausen zwischen 1850 und 1933. Universität Köln 1956 (Dissertation)
- Thomas Pawlowski-Grütz: Auswahlbibliographie zur Oberhausener Stadtgeschichte. Laufen, Oberhausen 1999. ISBN 3-87468-152-1.
- Heinz Reif: Die verspätete Stadt. Industrialisierung, städtischer Raum und Politik in Oberhausen 1846–1929. 2 Bde. Rheinland-Verlag, Köln 1992/1993. ISBN 3-7927-1316-0.
- Holger Schmenk: Von der Altlast zur Industriekultur. Der Strukturwandel im Ruhrgebiet am Beispiel der Zinkfabrik Altenberg, Henselowsky Boschmann, Bottrop 2009. ISBN 978-3-922750-97-0.
- Jeanette Schmitz und Wolfgang Volz (Hrsg.): Gasometer Oberhausen, Klartext-Verlag, Essen 2004. ISBN 3-89861-341-0.
- Wilhelm Seipp: Oberhausener Heimatbuch, hrsg. v. d. Stadt Oberhausen 1964.

### Periodika
- Beiträge zur Geschichte der Stadt Oberhausen. 1963 – ISSN 0522-6538
- Schichtwechsel – Journal für die Geschichte Oberhausens. Hrsg. von der Geschichtswerkstatt Oberhausen e. V. 1.2006, April – schicht-wechsel.net
- Ursprünge und Entwicklungen der Stadt Oberhausen. Hrsg. von der Historischen Gesellschaft Oberhausen e. V. Bd. 1.1991

## Filme
- Bilderbuch Deutschland: Oberhausen – Wiege des Ruhrgebiets Dokumentation, 45 Min. Ein Film von Tim Lienhard, Produktion: WDR, 1999.
- Bilderbuch Deutschland: Oberhausen. Dokumentation, 45 Min. Ein Film von Tim Lienhard, Produktion: WDR, Erstsendung: 26. November 2006.

### Dokumentarfilme über das Zuwanderer- und Kulturleben in Oberhausen
- Dzień dobry, Deutschland (geschildert wurde u. a. das Ehepaar Maria und Czesław Gołębiewski, die Besitzer des Restaurants und Kulturclubs Gdańska). Regie: Barbara Stupp, Deutschland (WDR) 2012, 45 Minuten.
- Przystanek Gdańska (poln. Haltestelle Gdańska). Regie: Arkadiusz Gołębiewski und Rafał Geremek, Polen 2009, 28 Minuten.